# Готи (субкультура)

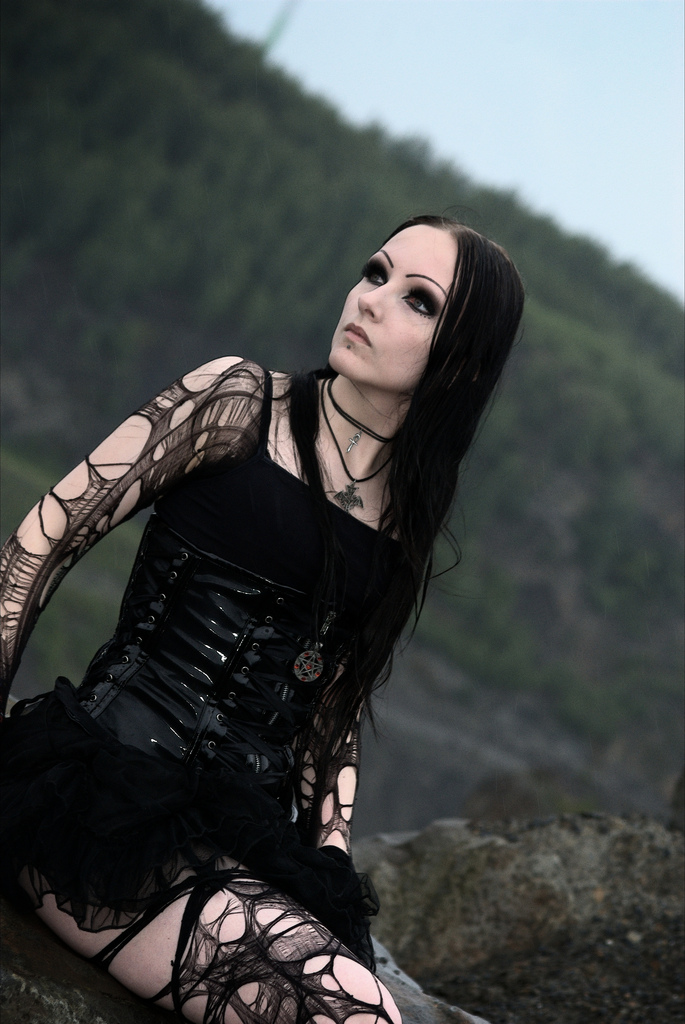
Дівчина, одягнена в готичному стилі

«Го́ти» (англ. Goths, від англ. Gothic у значенні варварський, грубий[⇨])  (самоназва «Діти Ночі»)  — субкультура, що зародилася наприкінці 1970-х років у Норвегії та Великій Британії на основі панк-руху. Готична субкультура досить різноманітна і неоднорідна, однак для всіх її представників більше чи менше характерний специфічний імідж та інтерес до готичної музики. Від початку бувши молодіжною, нині у світі субкультура представлена людьми віком від 14 до 45 років і старшими[⇨].
Розвиток готичної субкультури був тісно пов'язаний з еволюцією музичного жанру готичний рок. Свого розквіту він набув у першій половині 1980-х років, коли широко популярними стали такі виконавці, як Bauhaus, Southern Death Cult, Siouxsie and the Banshees та інші. Істотний вплив на формування готики здійснив лондонський клуб Batcave. До 1983 року вже можна було говорити про те, що нова субкультура остаточно утвердилася[⇨].
У другій половині 1980-х і протягом 1990-х років готична субкультура отримала значну відомість, що призвело до її розділення на декілька незалежних течій[⇨]. Попри це, вона продовжила розвиватися і в наші дні являє собою неоднорідну, розгалужену систему окремих напрямів[⇨]. На сьогодні готична субкультура поширена переважно в Європі і Північній Америці, меншою мірою — в Азії і Австралії[⇨]. Вона має розвинену соціальну та інформаційну інфраструктуру — видаються тематичні журнали, підтримуються сайти, регулярно проводяться готичні музичні фестивалі[⇨].
Основними складовими субкультури є готична мода і готична музика. Готична мода дуже різноманітна і включає низку специфічних напрямків, проте загальними рисами для більшості з них є переважання чорного кольору в одязі, специфічна атрибутика і особливий макіяж[⇨]. До готичної музики зазвичай належать готичний рок, дет-рок і дарквейв, хоча це поняття може також включати деякі похідні жанри, наприклад, готичний метал[⇨]. На розвиток готики мали вплив певні літературні твори і кінострічки, а пізніше вже елементи субкультурної естетики почали проникати в масове мистецтво[⇨]. Особливо тісно готична культура пов'язана з вампірською тематикою[⇨].
Однією з психологічних основ готичного руху був «пасивний», естетичний протест проти панівних культурних стереотипів [⇨]. Для більшості представників субкультури характерні деякі спільні риси характеру (наприклад, замкнутість), проте ніякого єдиного світогляду готи не мають [⇨]. Попри те, що готи в цілому негативно ставляться до сучасного суспільства, вони здатні успішно у нього інтегруватися [⇨]. Всередині субкультури склалися свої норми і стандарти, сформувалося певне ставлення до релігійності[⇨], особливе розуміння жіночності[⇨] і мужності[⇨], специфічні погляди на міжособистісні стосунки[⇨].
Готична субкультура постійно наражається на критику з різних позицій. У засобах масової інформації найчастіше тиражується спотворений, негативний образ готики[⇨]; з боку консервативних кіл суспільства і релігійних організацій на адресу субкультури лунають різноманітні звинувачення, які частіше не відповідають дійсності[⇨]. У багатьох країнах, в тому числі в тих, що вважаються розвиненими, готи регулярно стикаються з ворожістю з боку оточуючих, а часом навіть стають жертвами агресії[⇨].

## Історія формування і розвиток

### Зародження і розвиток (1979—1985)

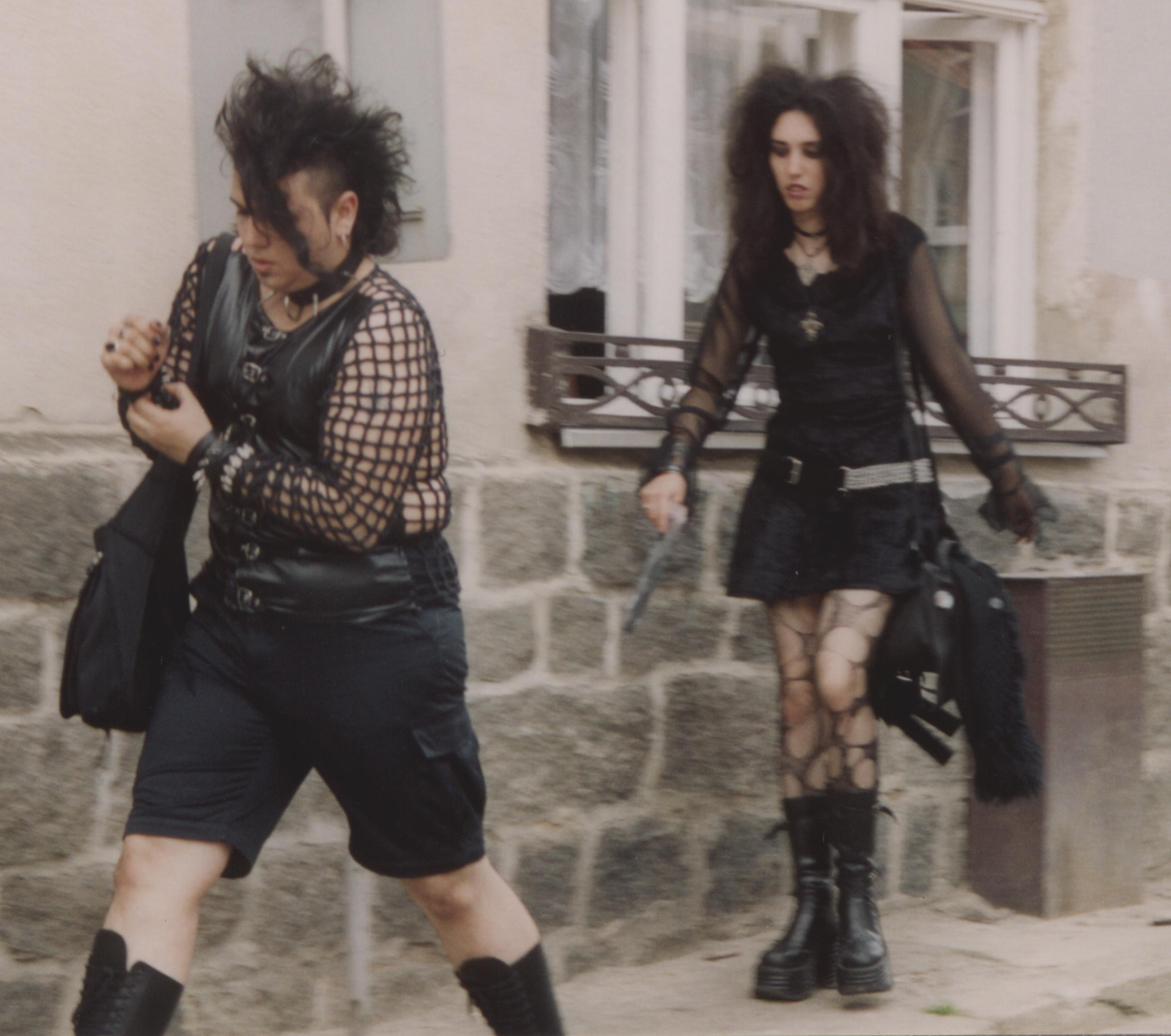
Готична субкультура довгий час сприймалась як частина панк-руху, від якого успадкувала багато елементів стилю. На фото — сучасні готи, що дотримуються традиційного іміджу «темних панків». Польща, 2003 рік

Зародження готичної субкультури відносять до кінця 1970-х років, коли вплив панку в Британії почав слабшати, і низка гуртів (Joy Division, The Damned, The Clash та інші) звернулися до нового жанру, який отримав назву «пост-панк». Поступово виділився ряд колективів, об'єднаних спільними стилістичними особливостями, пізніше вони сформували «першу хвилю» готичного року — Bauhaus, Virgin Prunes, Southern Death Cult, Sex Gang Children, Specimen, Ausgang. Єдиної думки щодо того, який гурт був першим «дійсно готичним», немає — першопрохідцями жанру називають багатьох виконавців, наприклад, Killing Joke або Gloria Mundi, тим не менш, прийнято вважати, що першість у винайденні нового жанру належить гурту Bauhaus. Серед перших готичних записів музикознавці виділяють сингл «Bela Lugosi's Dead» Bauhaus (1979), альбоми Join Hands (1979) і Juju (1981) Siouxsie and the Banshees. До 1981 року вже можна було говорити про те, що навколо цих груп сформувався новий молодіжний рух — його основу складали шанувальники творчості музикантів, які перейняли в них окремі елементи іміджу. Імовірно, найважливішим для готичної субкультури можна вважати 1982 рік, який ознаменував відкриття знаменитого клубу Batcave — деякі соціологи вважають, що саме ця подія визначила дату виникнення субкультури. Того ж року вийшов альбом Pornography гурту The Cure, який сучасні дослідники вважають однією з вершин ранньої готичної музики.
Готика довгий час сприймалась як частина панк-руху. Назви субкультури готів (англ. Goths, англ. Goth subculture) і музичного жанру готичний рок (англ. Gothic Rock або англ. Goth Rock) з'явилися в англійській мові тільки на початку 1980-х (хоча Меллорі О'Доннелл стверджує, ніби слово Gothic використовувалося в пресі ще в 1967 році). Достеменно їхнє авторство невідоме, однак цілком можливо, що ці дефініції ввели в ужиток журналісти видань Melody Maker і NME, причому спочатку вони вживалися в іронічному значенні — словом «готичний» (в англійській мові gothic означає також варварський, грубий, жорстокий) рецензенти прагнули підкреслити похмурість і композиційну простоту мелодій, створених представниками нового жанру. Однією з перших груп, що отримала ярлик «готичної», стала Joy Division — так схарактеризували стиль колективу критики Мартін Ханнетт і Тоні Вілсон. За іншою версією, назва зобов'язана існуванням Ієну Естбері, вокалісту групи Southern Death Cult, який дав своєму приятелеві Енді МакЕлліоту з Sex Gang Children прізвисько «Граф Візігот» і «Готичний гоблін», а його фанатів прозвав «готами». Можливо, Естбері не стільки «винайшов» цей термін, скільки сприяв його поширенню. У жовтні 1983 року журналіст Том Вег описав «орди готів» в журналі Zig Zag; з цього моменту назва субкультури надійно закріпилася.

### Розщеплення і мейнстримна популярність (1985—1995)
Друга половина 1980-х років позначилася виникненням «другої хвилі» готичного року (до виконавців цього періоду належать Sisters of Mercy, The Mission, Fields of the Nephilim, All About Eve та інші гурти) і поступовим відходом представників «першої хвилі» у тінь — одні колективи (наприклад, Bauhaus) розпалися, інші (The Cult, Flesh for Lulu) змінили жанр. Саме в цей період (з середини 1980-х до початку 1990-х) готика стала популярною і почала активно висвітлюватись виданнями мейнстриму.
З початком 1990-х років готична субкультура утвердилася як «сцена», — про неї вийшли перші книги, були записані перші музичні компіляції, — і в той же час вона зазнала значного спотворення, зіткнувшись з припливом нових учасників, які не мали уявлення про її суть й історію. Прагнення зберегти дух руху призвело до відходу готів в андеграунд. Багато хто з них (у тому числі відомі музиканти) навіть відмовлялися називати себе готами, вважаючи, що цей термін виявився занадто сильно скомпрометованим; подібна тенденція зберігається до-сьогодні. Популярність ряду колективів, особливо Sisters of Mercy, призвела до того, що готична музика стала менш оригінальною — багато новоутворених гуртів просто запозичили елементи стилю у вже популярних виконавців, внаслідок чого їх творчість починала видаватися банальною імітацією. Відповідно до заяви журналістів New Musical Express, готика припинила існування у 1991/1992 році — хоча насправді вона скоріше пішла у тінь і замкнулася в собі. Гурти, що виникали в цей період, охоче приймали визначення «готичних» на відміну від своїх попередників; вони спромоглись, попри деяку вторинність звучання, сформувати власну розвинену сцену, яку популярні видання майже не висвітлювали. 1995 рік можна вважати переломним моментом — в цей час готика зовсім перестала шокувати і дивувати, вона фактично інтегрувалася у західне суспільство і стала його більш-менш звичною частиною.
Протягом 1990-х і 2000-х років субкультура зазнала розщеплення — від руху відкололися кілька регіональних напрямів, часто протилежно орієнтованих, відбулося взаємопроникнення музичних жанрів; в результаті на сьогодні уявлення про «готів» можуть дуже сильно варіюватися. Це закономірно породжує суперечки і призводить до непорозумінь — так, наприклад, в США (через некомпетентність журналістів) під «готичними» найчастіше розуміють одразу всі напрямки, які не належать до мейнстриму, а німецька «Шварц-сцена», яка зазвичай асоціюється з субкультурою, насправді об'єднує величезну кількість різноманітних музичних жанрів — від електронної танцювальної музики до блек-металу.

### Сучасний стан
Серед сучасних представників субкультури можна умовно виділити два великих напрямки — до першого належать готи, які віддають перевагу музиці «традиційних» жанрів (готичний рок, пост-панк, дарквейв), до другого — шанувальники EBM, дарк-електро і подібних стилів, що мають з початковою готикою мало спільного; відмінність в смаках призвела до того, що у представників цих двох течій виникли різні модні тенденції, часто вони відвідують різні клуби і фестивалі, користуються вузько орієнтованими Інтернет-ресурсами — відповідно, і розуміння «готики» у них може бути майже протилежним. Посилилося і розмежування між представниками різних вікових груп всередині готичної спільноти, часто вони насилу знаходять спільну мову. Для сучасних готів постійні суперечки, дискусії і роздуми про те, що ж «насправді» є «справжня готика», становлять невіддільну частину їхнього життя всередині субкультури. Крім «справжніх» готів, існують і «позери», кількість яких почала збільшуватися в 1990-х — найчастіше це підлітки, які намагаються виглядати як представники субкультури, але не розбираються в її історії, музиці й моді; для їх позначення нерідко використовуються різні зневажливі прізвиська.

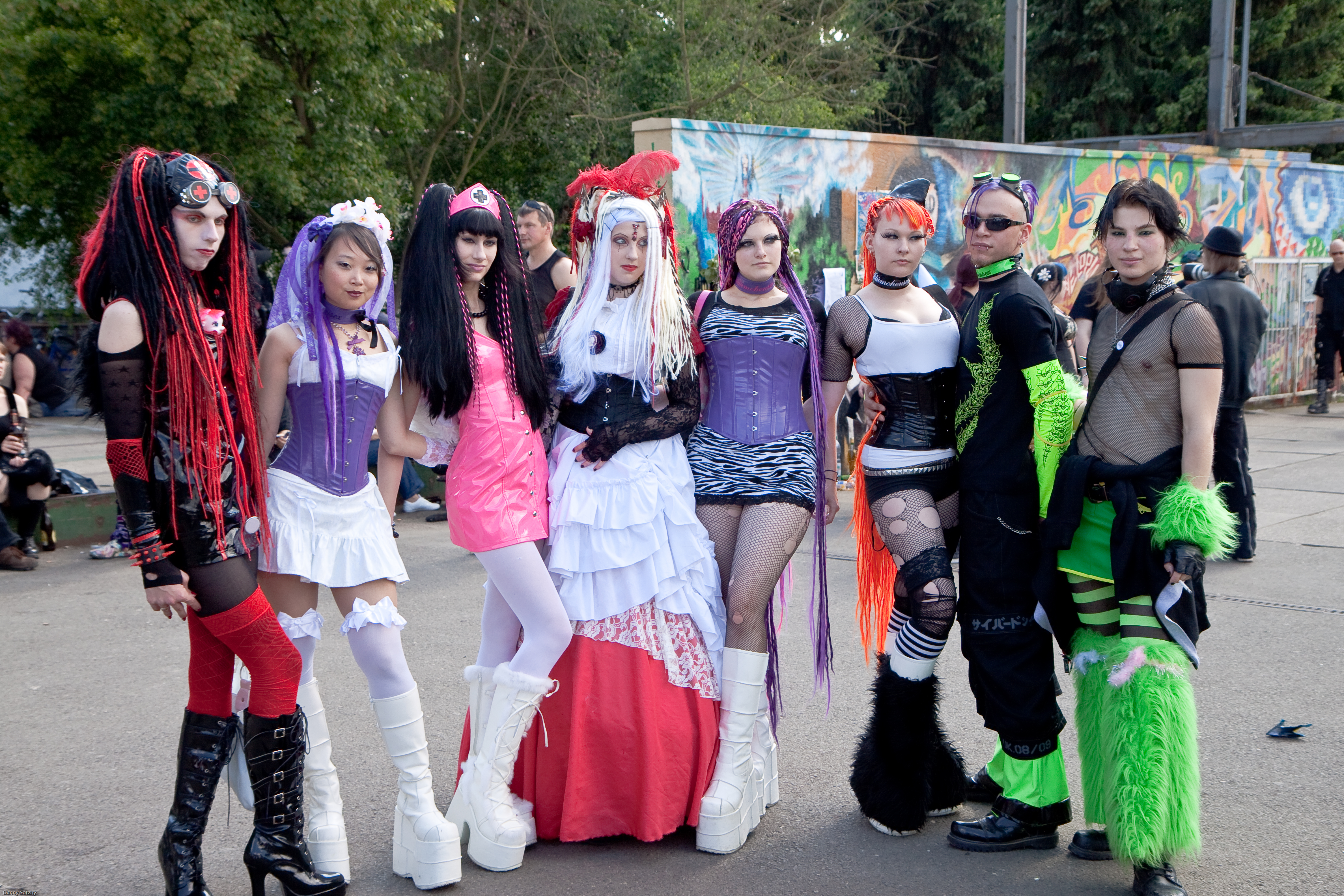
Протягом 1990-х і 2000-х років активно розвивалися відносно самостійні напрямки всередині субкультури — наприклад, течія кібер-готів

Попри те, що багато гуртів, завдяки яким сформувалася субкультура, зійшли зі сцени, багато представників, які прийшли до неї в 1980-х, продовжують вважати себе готами; в той же час вона постійно поповнюється молоддю. Чимало дизайнерів одягу, ювелірів і виробників біжутерії орієнтують свою продукцію суто на готів (серед них відомі, наприклад, компанія Alchemy Gothic, що випускає різного роду прикраси з 1977 року, марки одягу X-TRA-X і Kambriel, фірма Urban Decay, що спеціалізується на виробництві готичної косметики). Випускаються кілька журналів (наприклад, британські Dominion Magazine і UnScene Magazine) і безліч фензинів (серед найвідоміших — Meltdown, що виходив до 2004 року, і Kaleidoscope), присвячених суто готичній музиці, пов'язаним з нею подіям і субкультурі в цілому. Німецькі видання Sonic Seducer, Zillo і Orkus не є повною мірою «готичними», оскільки приділяють увагу безлічі жанрів музики, проте готи, безумовно — їх основна аудиторія. Серед готичної преси на романських мовах можна виділити журнал Elegy, що має дві версії — французьку і подвійну іспано-португальську. 2006 року побачило світ перше друковане готичне видання в Україні — журнал Gothica Українського готичного порталу.
Центрами, навколо яких формуються локальні готичні співтовариства в Західній Європі і США, часто стають «дружні субкультурі» клуби. Сформувався навіть особливий танцювальний стиль, характерний для готів — зазвичай вони танцюють поодинці, здійснюючи хвилеподібні рухи всім тілом або навіть просто ходять по танцполу під музику. Деякі дослідники описують це явище як «траурні» або навіть «анти-танці». Деякі клуби перетворюються на свого роду закриті співтовариства зі своїми суворимим правилами, нормами поведінки і ритуалами.
Важливу роль в сучасній готичній субкультурі відіграє Інтернет. У Європі та США існує розгалужена система готичних сайтів і форумів, яка частково замінює «живе» спілкування і допомагає встановлювати численні контакти. У той же час Інтернет сприяє розмежуванню представників спільноти, оскільки поріг входження новачків на зарубіжних готичних сайтах дуже високий, а при найменшому натяку на некомпетентність вони ізолюються; це призводить до швидкого відсіювання «позерів» і випадкових відвідувачів. Багато смакових стандартів і субкультурних норми нині формуються саме на тематичних ресурсах. Серед так званих «Інтернет-готів», як і у всіх інших, існує поділ на «повноцінних» учасників і «позерів», сформувався свій особливий сленг.

## Поширеність у світі

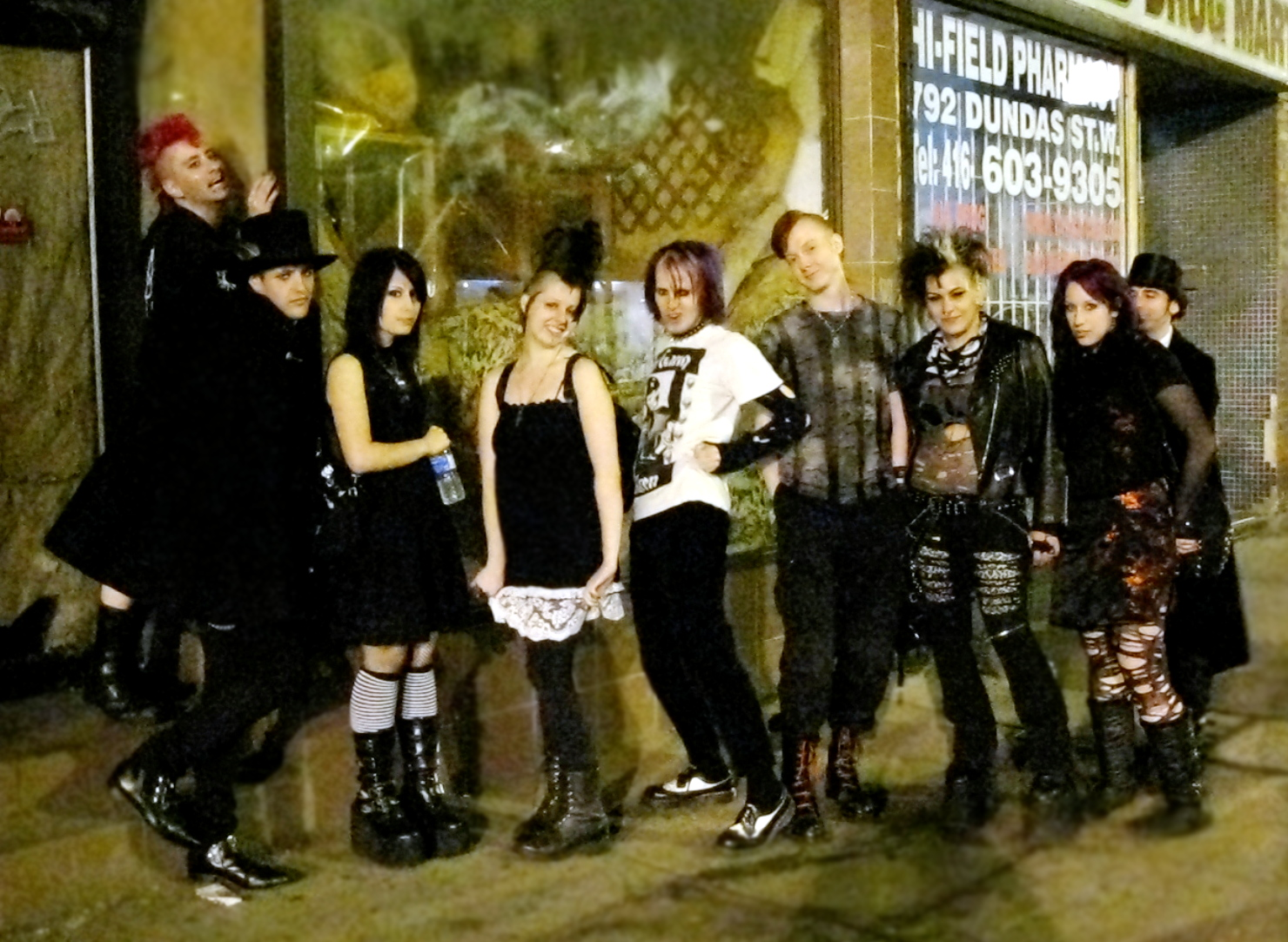
Група сучасних готів різних стильових напрямків. Торонто, 2008 рік

На сьогодні готична субкультура представлена переважно на Заході — у Великій Британії, Сполучених Штатах, Франції, Німеччині й Скандинавії. Розвинені готичні спільноти існують в Торонто (Канада), Брисбені і Мельбурні (Австралія). Поширення субкультури довгий час не торкалось Азії, але приблизно на початку 2000-х років готика проникла в Японію, де стала популярною за рахунок змішування з жанром Visual kei; втім, «справжні» японські готи всіляко дистанціюються від Visual kei і не визнають прихильників цього напряму за «своїх». Приблизно з 1998 року готика розвивається в Сингапурі. Існує вона й в інших країнах, наприклад, в державах Карибського басейну і в Латинській Америці, хоча там вона менш поширена.
За приблизними оцінками середини 2000-х років, у Великій Британії проживають близько десяти тисяч представників субкультури; в одному тільки Лондоні діють два паби, нічний клуб і музичний магазин, які повністю і суто орієнтовані на готів, а так званих «дружніх» (англ. Goth-friendly) субкультурі закладів набагато більше. Единбург і Манчестер також можна вважати помітними центрами зосередження готів у Британії, а в Лондоні і на південному сході Англії розвинена кібер-гот-сцена. Однак, локальні спільноти зберігають «закритий» характер — на відміну від Німеччини, де готику поставили на потік, в Сполученому Королівстві вона продовжує існувати як андеграундна течія. У Британії, як і раніше активно видаються саморобні готичні фензіни, іноді вони навіть конкурують з великими журналами. Ізольованість від «великого світу» позитивно впливає на місцеву субкультуру — кількість «випадкових» представників в ній нижче, ніж де-небудь ще.
У США великі локальні спільноти готів є в Лос-Анджелесі, Сан-Франциско, Новому Орлеані, Нью-Йорку і Сієтлі, менші — в безлічі міст, включаючи Атланту і Клівленд. Як і в Британії, субкультура тут переважно перебуває в андеграунді — місцеві готи нечисленні порівняно з шанувальниками індастріал-металу, з якими їх часто плутають. Частково тому в США особливо розвинена готична Інтернет-спільнота. Однак, клубна інфраструктура зовсім не перебуває в занепаді — вже у 1990-ті в кожному великому місті Сполучених Штатів був хоча б один готичний клуб. Серед музичних уподобань американських готів особливе місце як і раніше посідає дет-рок.
У Німеччині, на відміну від багатьох інших європейських країн, готика протягом 1990-х років не тільки не пішла в тінь, а й активно розвивалася, внаслідок чого зараз там існує стійке субкультурное співтовариство; переважно саме в цій країні проводяться масштабні фестивалі і випускаються високотиражні журнали відповідної тематики. Однак медійність та комерціалізованість німецької готичної субкультури привела до того, що вона стала залучати значну кількість «позерів». У Німеччині набагато частіше, ніж в інших країнах, популярністю серед готів користуються неготичні музичні жанри або кросовери — «середньовічний готичний рок», EBM, неофолк.

### Готичні події

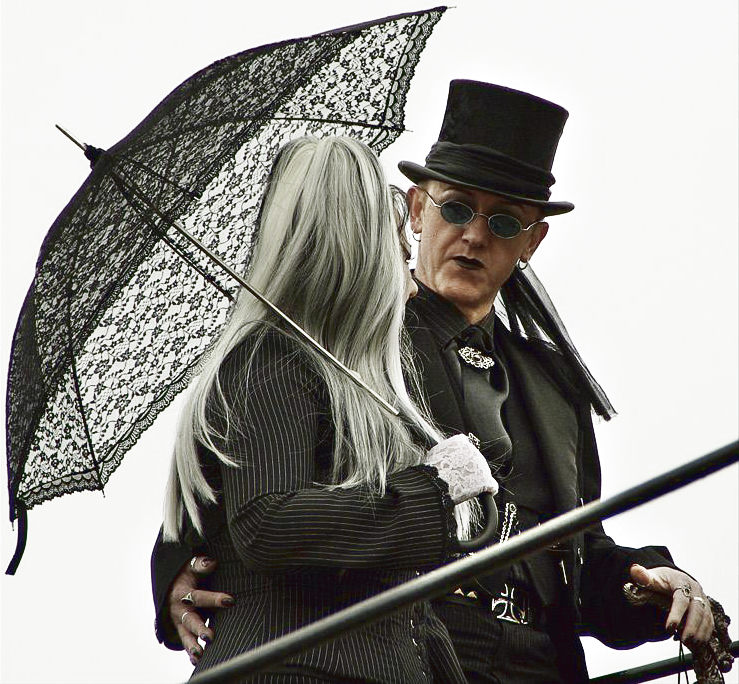
Пара «вікторіанських» готів на фестивалі Whitby Gothic Weekend, 2007 рік

В даний час існує чимало фестивалів, присвячених головним чином музиці, популярній серед готів. До найбільш відомих з них належить британський Whitby Gothic Weekend, який проводиться з 1995 року і кожен раз привертає близько двох тисяч глядачів. Цей захід, що проходить в англійському містечку Вітбі двічі на рік, славиться якісною організацією. У Whitby Gothic Weekend репутація «престижного» фестивалю, і від його відвідувачів вимагають «смаку і витонченості» в одязі й поведінці.
З 2000 року проводиться фестиваль M'era Luna в Німеччині, що збирає велику кількість глядачів з усієї Європи. На ньому виступають не тільки готичні гурти, проте його основна орієнтація на представників субкультури не викликає сумнівів. Вельми знаменитий й інший захід — Wave-Gotik-Treffen в Лейпцигу, що привертає до 25 000 відвідувачів кожен рік. Середньорічна кількість глядачів обох фестивалів варіюється від 15 до 20 000 осіб.
У США популярністю користується щорічний з'їзд Convergence, який організують в різних містах з 1995 року. Цей фестиваль був заснований групою однодумців, які спілкувалися в Інтернеті і вирішили зустрітися в реальному житті, проте з часом став залучати значну кількість відвідувачів «з боку» і тому приблизно з 2006 року став більш закритою подією, ніж раніше. Drop Dead Festival, орієнтований переважно на любителів дет-року і беткейва, спочатку влаштовувався в Нью-Йорку з 2002 року, а з 2007 проводиться в різних країнах Європи. Серед інших фестивалів, повністю або частково присвячених готичній музиці, можна назвати німецький Amphi Festival, польський Castle Party, фінський Lumous; велика кількість менш масових заходів організовується у Великій Британії, Німеччині і Нідерландах.
З 2010 року 22 травня представниками субкультури відзначається (переважно в Британії) неформальне свято — «Всесвітній день готів» (англ. World Goth Day).

## Готична мода

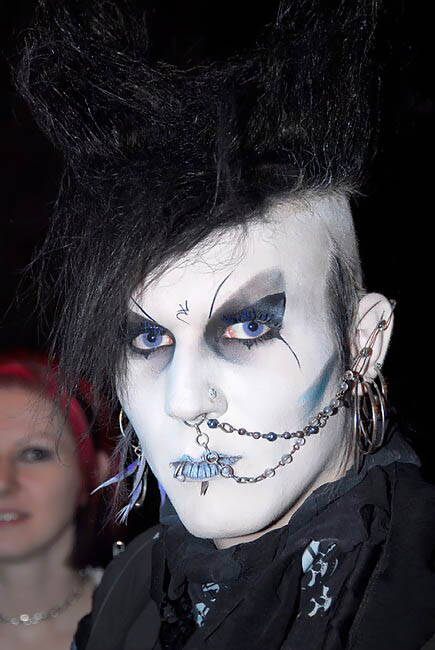
У панків готи запозичили багато елементів іміджу, у тому числі ірокези і пірсинг. На фото — гот з Німеччини, 2006 рік

Зовнішній вигляд — одяг і взуття, зачіски, атрибутика — є однією з найважливіших складових готичної субкультури і може наділятися першорядним значенням в очах її носіїв. Навіть виник термін «гот з торгового центру» (англ. Mall Goth), яким глузливо позначають тих, хто купує найбільш доступні і не завжди «по-справжньому готичні» предмети одягу в звичайних магазинах, а не робить замовлення дизайнерам; насправді (в силу дорожнечі і складності таких замовлень) навіть готи, що найбільш прискіпливо ставляться до своєї зовнішності, не можуть собі дозволити повністю одягатися у дизайнерів.
Законодавцями готичної моди були музиканти, на чий зовнішній вигляд орієнтувалися їх шанувальники. На ранньому етапі розвитку готичної субкультури для її представників були типовими окремі елементи іміджу панків — у цього руху готи запозичили пірсинг, зачіски у вигляді високих «шипів» й ірокези. Готична мода 1980-х років була набагато більш екстремальною і епатажною, ніж це спостерігається зараз, і розвивалася на основі принципу «зроби сам» — її шанувальники власноруч шили собі одяг і робили прикраси з доступних матеріалів, а придбані в магазинах речі частіше всього або перекроювали, або всіляко «модифікували»: розривали, прикрашали нашивками і англійськими шпильками.
Основними складовими сучасного готичного іміджу є переважання чорного кольору в одязі, використання металевих або срібних прикрас із символікою готичної субкультури і характерний макіяж. Типова атрибутика готів — анх (давньоєгипетський символ безсмертя, що одержав поширення після виходу фільму «Голод»), хрести (в тому числі кельтський), зображення кажанів і символів смерті. Готи іноді носять різноманітні магічні або окультні знаки. На думку В. К. Хазова, ці символи у готів отримують нове, конструктивне значення, — вони стають знаками «подолання буденності і обмеженості», а їх релігійний зміст (наприклад, зв'язок хрестів з християнством) повністю втрачається.
Макіяж можуть використовувати як жінки, так і чоловіки. Він не є повсякденним атрибутом і, як правило, наноситься перед відвідуванням концертів і клубів. Основні елементи макіяжу — біла пудра для обличчя (зазвичай вважається, що обличчя має бути дуже блідим і худим), темна підводка навколо очей і чорна або червона губна помада. Додаткові аксесуари можуть включати пірсинг, татуювання, контактні лінзи (переважно червоні, зелені і жовті) і накладні ікла (переважно у любителів «вампірського» стилю), але вони не є обов'язковими. У 1980-ті роки були популярні «ланцюжки до носа» (протягнуті між ніздрями і вухом), але сьогодні вони зустрічаються досить рідко.
Зачіски в готичній моді доволі різноманітні. «Класичний» варіант зачіски, поширений у ранні 1980-і, це волосся середньої довжини, пофарбоване в чорний колір, що стирчить на всі боки або оформлене у вигляді шипів. Але в сучасній субкультурі часто носять довге волосся, іноді укладене у формі хитромудрих конструкцій, або навіть ірокезів. Довге волосся зазвичай вирівнюється і фарбується в чорний або, навпаки, яскраво-білий колір. Ірокез, запозичений у панків, готи перетворили на так званий «детхоук» (англ. Deathawk, від англ. Deathrock — дет-рок і англ. Mohawk — ірокез): з боків волосся голиться або дуже коротко зістригається, а зверху піднімається і фіксується або у вигляді високих шпильок, або у вигляді плутаного, кошлатого клубка. Таку зачіску, як і випливає з її назви, полюбляються робити шанувальники дет-року.
Одяг може бути як підкреслено тісним і щільно огортати фігуру, так і достатньо вільним або навіть відкритим. З взуття поширені високі гостроносі шкіряні чоботи (жіночі — часто на тонкій шпильці), важкі черевики (іноді армійського типу, часто на високій платформі). Готеси всіх напрямків дуже часто носять корсети з різних матеріалів — оксамиту, парчі, вінілу, шкіри, латексу; чоловічий костюм найчастіше складається зі штанів і сорочки, їх зовнішній вигляд залежить від конкретного стильового напряму, до якого належить гот. Деякі представники субкультури надають перевагу одягу, стилізованому під моду XVIII—XIX століть (так звані «вікторіанські готи», англ. Victorian Goths, і «романтичні готи», англ. Romantigoths). Жінки, які дотримуються такого стилю, зазвичай носять довгі сукні, корсети, мереживні вуалі, довгі рукавички, декоративні парасольки, чоловіки — фраки і циліндри або «романтичні» блузи. На формування типово готичного жіночого іміджу справив значний вплив образ «фатальної жінки», який зародився ще у вікторіанську епоху і був популяризований фільмами жанру нуар.
«Вампірський» тип зовнішності, частково схожий на «вікторіанський», також широко популярний. Багато готес обирають стиль навіяний образами Мортіші Аддамс, Вампіри і Ельвіри. Для чоловіків зразками є харизматичні персонажі-вампіри, наприклад, Лестат де Ліонкур. Представники цього стилю, як правило, носять анхи.
Серед деяких готів популярна вестерн-естетика — ковбойські капелюхи, шкіряні жилети і штани з бахромою, чоботи. Вона увійшла в моду завдяки гуртам Fields of the Nephilim і The Cult, які використовували подібний імідж, щоб створити образ романтичних одинаків, зухвалих знедолених бунтівників. Крислатого капелюха носив і Ендрю Елдрич з Sisters of Mercy, щоб затінити обличчя. До вестерн-готів дотичні шанувальники готабілі, чий стиль одягу може варіюватися, але найчастіше оснований на іронічному переосмисленні естетики ретро. На формування жіночого образу цієї течії сильно вплинула знаменита пінап-модель Бетті Пейдж.

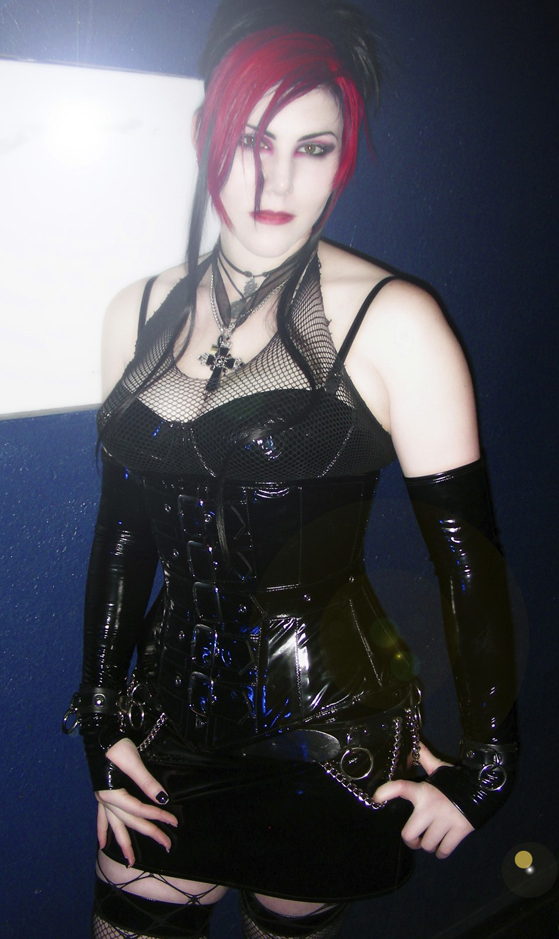
Елементи фетиш-естетики міцно закріпилися в готичній моді. На фото — готеса з Сан-Франциско, 2008 рік

Готична мода може зближуватися зі стилями одягу інших напрямків — наприклад, ріветхедів або шанувальників метал-музики: готи теж нерідко носять шкіряний одяг, ланцюги і металеві аксесуари. Іноді використовуються атрибути садомазо, наприклад, нашийники — ці елементи вперше з'явилися ще в іміджі Сьюзі Сью і мали підкреслити її образ «жінки-вамп». Одяг з латексу популярний у готів не менше, ніж серед ріветхедів і любителів BDSM, оскільки з початку 1990-х років в готиці широко поширилася фетиш-мода і з'явилися спеціалізовані магазини фетиш-одягу назразок Demask. На сьогодні готична і фетиш-субкультури зблизилися і стали настільки дружніми, що представники останньої нерідко проводять свої заходи в готичних клубах. Готична мода вплинула на формування субкультури стімпанку, естетика якої багато в чому близька представникам «вікторіанського» і «романтичного» напрямків; за словами соціолога і літературознавця Майкла Дю Плессі, вся стімпанк-мода в принципі заснована на готичній, хіба що в ній замість чорного кольору частіше використовується коричневий.
У 1990-х виникла свого роду «субкультура всередині субкультури» — в окремий стильовий напрям виділилися кібер-готи, чия мода являє собою щось середнє між готичною й індустріальною. Представники цього стилю використовують в одязі яскраві «кислотні» кольори, віддають перевагу одягу з ненатуральних тканин, носять черевики на високій платформі, часто використовують елементи естетики кіберпанку. Багато кібер-готів носять дредлоки.
Існують й більш ексцентричні стилі одягу — наприклад, в окремий напрямок іноді виділяють «фейрі-готів», які прагнуть бути схожим на класичних фей з кельтського фольклору і одягаються відповідно, аж до використання штучних «крилець». У Японії готика частково змішалася з місцевою субкультурою Visual kei, що породило такий стиль одягу, як «готична лоліта». Як правило, «лоліти» носять сукні до колін у вікторіанському стилі з воланами і кринолінами, капелюшки, декоративні парасольки і туфлі із заокругленими носами на платформі; є безліч марок одягу, призначених спеціально для представниць цього стилю, що поступово стає популярним і на Заході.
В теперішній час багато представників субкультури не підтримують імідж постійно, а одягаються в готичному стилі тільки тоді, коли рушають на концерти або інші тематичні заходи — їх часом іронічно називають «готами по вівторках» (англ. Tuesday Goths; по вівторках в деяких нічних клубах проводяться готичні вечірки). Однак, навіть в тих випадках, коли готи не можуть дозволити собі постійно підтримувати обраний стиль, вони прагнуть зберігати в своїй зовнішності бодай його окремі елементи. Готи, що працюють в установах із строгим дрес-контролем, можуть використовувати «корпоративний» стиль з мінімумом прикрас і макіяжу (т. зв. «готи — раби корпорацій», англ. Corporative Slave Goths). Ставлення до таких представників субкультури всередині їх спільнот може бути різним, проте зазвичай їх сприймають нормально, без упередження.
Примітно, що на сучасному етапі готична мода може впливати на «високу» і навіть змагатися з нею. Деякі відомі кутюр'є, наприклад, Джон Гальяно, Александр Макквін, Жан-Поль Ґотьє і Ямамото Йодзі, в різний час створювали колекції, явно натхненні класичним готичним іміджем, а модельєр Рік Овенс відверто зізнавався, що симпатизує субкультурі і зазнавав її впливу.

## Символіка готів
Готична естетика вкрай еклектична за набором вживаних і популярних символів, можна зустріти і єгипетську і християнську і кельтську символіку. Основним готичним символом є єгипетський анкх, символ вічного життя — ймовірно, у зв'язку з темою вампірів, безсмертя. Також часто вживаються й інші єгипетські символи — такі як «Око Ра». Християнська символіка використовується менше, переважно в вигляді звичайних розп'ять (тільки зі стильним дизайном). Кельтська символіка зустрічається у виді кельтських хрестів і різних кельтських орнаментів. Досить широко представлена окультна символіка — використовуються пентаграми (як звичайні, так і перевернуті), перевернуті хрести, восьмипроменеві зірки (символи хаосу). Також використовується безліч різних символів смерті — прикраси з кістяками, черепами, і т. д.. До чисто готичних символів можна віднести кажанів — різні зображення кажанів (зв'язок з вампірами очевидний) ви можете зустріти на сотнях готичних сторінок в Інтернеті і на багатьох прикрасах.
Також символами готичної субкультури можна рахувати вовка, сову.

## Готична музика
Див. також: Пост-панк, Готичний рок, Готабілі, Дарквейв, Готичний метал, Темна сцена, Темна музика

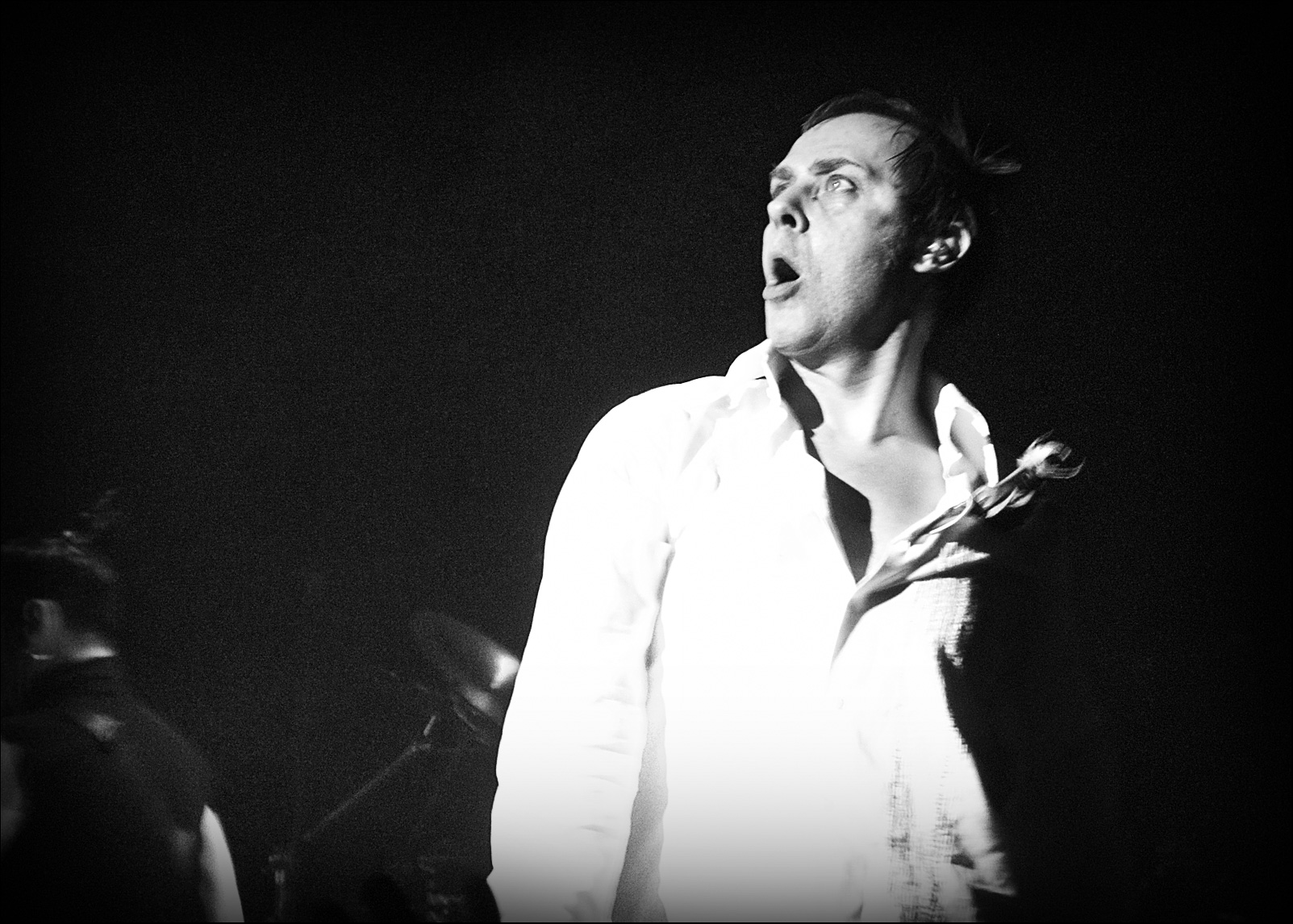
Пітер Мерфі, лідер легендарного гурту Bauhaus, вважається хресним батьком готичної субкультури, а його колектив вважається першим гуртом готичного року

Субкультура готів сформувалася навколо жанру готичний рок. Найбільш відомі готичні гурти утворилися наприкінці 1970-х — на початку 1980-х років. З часом готичні елементи проникли в інші музичні напрямки, і тепер до музики, яку критики називають «готичною», належать декілька досить різних стилів, які користуються популярністю серед представників субкультури.
Готичний рок з'явився у Великій Британії наприкінці 1970-х — на початку 1980-х як частина більш загального жанру пост-панк. Гурти першої хвилі готичного року — Bauhaus, Siouxsie and the Banshees, The Cure — були тісно пов'язані з панк-роком. Однак від панку їх відрізняли істотні музичні особливості: більш повільний ритм виконання, менша тяжкість, мінорна мелодика. Багато гуртів використовували драм-машини замість живих ударних, щоб досягти більш монотонного, «неживого» звучання. Крім панку, на розвиток готичного року істотний вплив справив глем — у представників цього напряму готичні гурти запозичили потяг до театралізації концертних виступів, підвищену увага до сценічного іміджу і особливі «драматичні» прийоми, що викликають у слухачів співпереживання. Багато готичних музикантів запозичили у глем-виконавців чуттєву манеру співу. Як і в глем-рокових колективах, в готичних гуртах першорядне значення мали вокалісти — частково тому, що тексти їхніх пісень часто були довгими і багатослівними, внаслідок чого співаки повинні були постійно підтримувати увагу слухачів. Однак, між готичним і глем-роком все ж набагато більше видминного, ніж схожого.

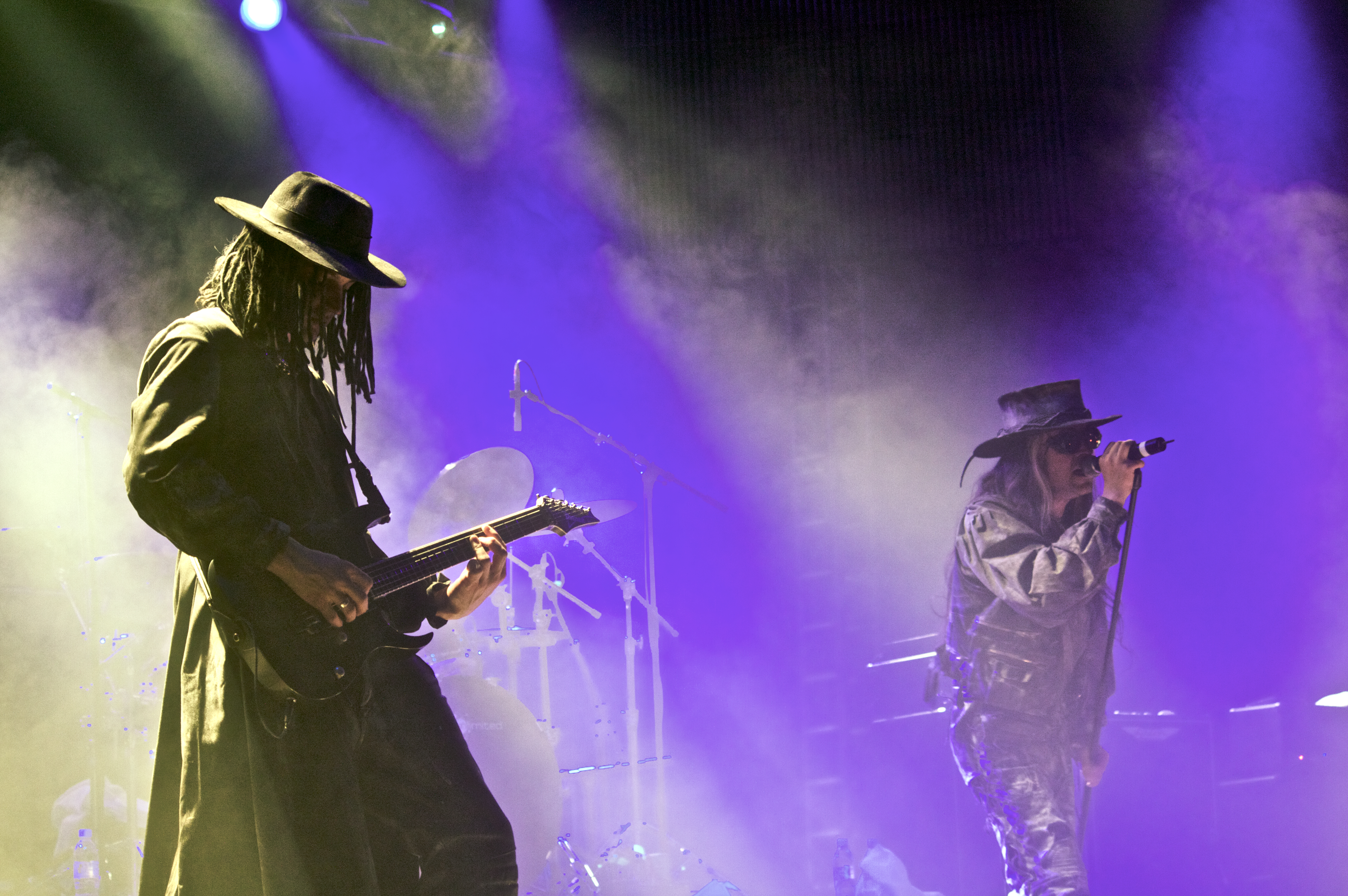
Fields of the Nephilim, примітий гурт «другої хвилі» готичного року

Нічний клуб Batcave, що відкрився в 1982 році в Лондоні, став центром формування готичної сцени і привернув значну увагу засобів масової інформації. З розквітом Batcave по всій Великій Британії відкрилися схожі клуби. Слово «беткейв» почало застосовуватися для позначення стилю, в якому грали деякі гурти «першої хвилі» готичного року (Specimen, Alien Sex Fiend, Sex Gang Children) — їх музика була значно більш недоладною і «карнавальною», ніж творчість The Cure або Bauhaus, відрізнялася поєднанням типової для панку агресивності, характерних для рокабіллі гітарних рифів, великою кількістю електронних звукових ефектів; вона справила певний вплив на виникнення EBM. Гурти, звучання яких описують як «беткейв», існують і до цього дня; переважно вони походять з Європи.
Готичний рок залишався популярним до кінця 1980-х років, в ньому з'явилася «друга хвиля» — такі гурти, як Sisters of Mercy, Fields of the Nephilim, The Mission та інші. Потім жанр поступово пішов в андеграунд, однак продовжив залучати значну кількість шанувальників протягом усіх 1990-х (музичні журналісти навіть говорили про якесь «готичне божевілля» в Британії, пов'язане зі сплеском активності таких колективів, як Rosetta Stone, Dream Disciples, Die Laughing, Children on Stun, Vendemmian й інших). Ще одним центром розвитку готичної музики стала Німеччина, представлена Xmal Deutschland, Calling Dead Red Roses та іншими виконавцями. Найбільш помітним американським гуртом цього періоду був проєкт Шона Бреннана London After Midnight.
У США сформувався свій різновид готичного року — дет-рок (англ. Deathrock). Його виникнення датується кінцем 1970-х років; перші і найбільш відомі гурти цього напрямку — Kommunity FK, 45 Grave, Christian Death, Voodoo Church, Superheroines — виникли в Лос-Анджелесі. Представники дет-року випробували вплив горор-панку (наприклад, The Misfits) і змішали його агресивну енергійність з готичними елементами. Цей піджанр відрізняється більш важким і ритмічним звучанням, для нього характерні тексти, що експлуатують тематику фільмів жахів і (іноді) окультизму. Дет-рок як і раніше найбільш поширений в Америці, хоча в більш пізній час його намагалися виконувати і деякі європейські гурти. Цим терміном в США зрідка позначають всю готичну музику.
В Україні готична музика сформувалася наприкінці 1980-х – на початку 1990-х років під впливом західних готик-рокових, дарквейв та постпанкових гуртів, таких як The Sisters of Mercy, Bauhaus, The Cure і Lacrimosa. Одними з перших виконавців, що експериментували з дарквейвом і похмурою електронною музикою, став гурт Скрябін. Його ранні альбоми («Мова риб», «Технофайт»,«Птахи» містили елементи дарквейву, синт-готики та меланхолійного електронного звучання.
У 2000-х роках готична сцена в Україні розширилася, з'явилися нові гурти, клубні заходи та фестивалі, які популяризували цей напрям.

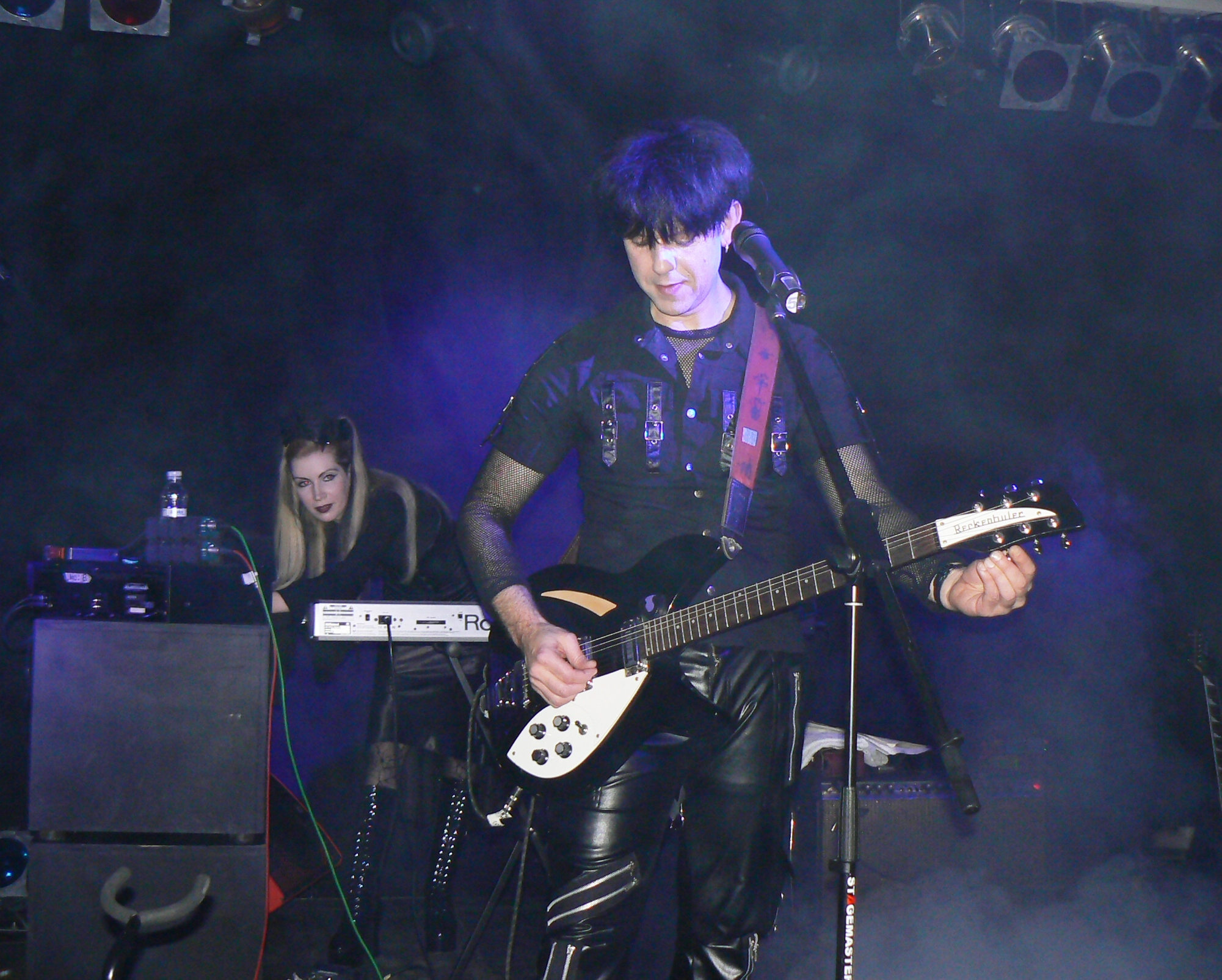
Clan of Xymox, одні з засновників дарквейву

Дарквейв (англ. Darkwave) — тісно пов'язаний з готичним роком жанр, що сформувався в середині і наприкінці 1980-х років під впливом електронної музики. На сьогодні до представників дарквейву зараховують достатньо різнопланових виконавців. До піонерів цього напрямку належать гурти, що першими поєднали типові для готичної музики гітарні партії і запозичене з електроніки синтезаторне звучання; його елементи зустрічалися ще у творчості Dead Can Dance і Cocteau Twins, однак остаточно дарквейв сформувався завдяки зусиллям голландців Clan of Xymox і низки німецьких гуртів. У 1990-ті роки популярність жанру зросла, популярності набули такі його представники, як Deine Lakaien, Diary of Dreams, Project Pitchfork, Faith and the Muse. У Німеччині дарквейв отримав явне неокласичне забарвлення, з'явилася умовно виділена підсцена Neue Deutsche Todeskunst, до якої належать, наприклад, гурти Das Ich і Lacrimosa (останні пізніше змінили стиль). Іноді в німецькій мові розрінення готичного року і дарквейву не проводиться, і обидва жанри називають однаково. До німецького дарквейву дотичний особливий жанр «середньовічної готики», утворений як поєднання елементів готичної і середньовічної народної музики. Етереал, споріднений з дарквейвом, має популярність серед готів «романтичного» напрямку.

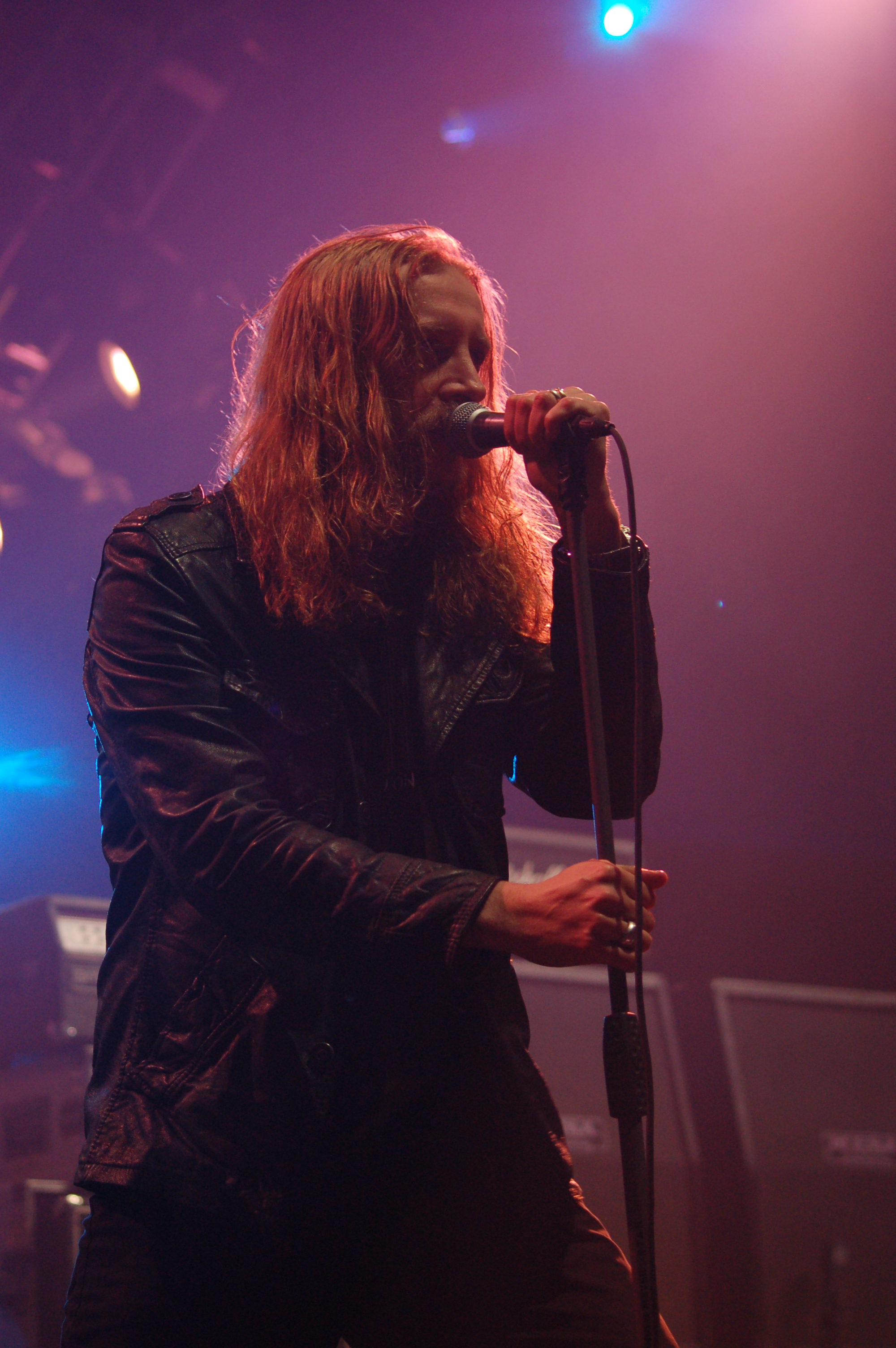
Нік Голмс, вокаліст Paradise Lost — першого гурту, стиль якого був описаний як готичний метал

Готичний метал, що сформувався на початку 1990-х років на основі дум-металу і засвоїв деякі елементи готичного року, заведено вважати різновидом гевіметалу, а не готики, і в строгому сенсі слова він не належить до «готичної музики» як такої, більше того, між готичною музикою і металом існують важливі відмінності, які дозволяють говорити про те, що ці напрямки багато в чому протилежні. Однак, готичний метал популярний не тільки серед металістів, а й серед деякої частини готів. Класичний готичний рок 1980-х справив на його формування істотний вплив — Paradise Lost, що вважаються засновниками жанру, відкрито визнавали сильний вплив Sisters of Mercy і згодом навіть мали спільне турне з цією групою. Окремі колективи, які починали з готичного металу, пізніше записували альбоми, які критики віднесли до жанру готичного року (Tiamat — Judas Christ, Prey і Amanethes; Paradise Lost — One Second). Можливі й зворотні стилістичні мутації (альбом Fields of the Nephilim Mourning Sun). Деякі групи, наприклад, Type O Negative, можуть зараховуватися як до виконавців готичного металу, так і до представників однієї з пізніх «хвиль» готичного року.
Від поєднання елементів готичного року та рокабілі утворився стиль готабілі (на його формування вплинув і горор-панк, особливо The Misfits). Готична складова проникла й у кантрі. Колективів, що працюють у цих напрямках, порівняно небагато, проте всередині субкультури у них існують стійкі групи фанатів.
Музичні жанри індастріал і EBM, строго кажучи, не належать до готичної музики, проте також користуються популярністю. Для деяких сучасних готів (наприклад, прихильників кібер-естетики) саме ці музичні напрямки є основними, тоді як прихильники більш традиційних стилів можуть категорично відкидати їх. Оскільки всередині субкультури постійно ведуться суперечки щодо того, які жанри можна вважати «істинною готикою», а які — ні, у Німеччині був винайдений умовний термін «щварц-сцена», що використовується для узагальненого позначення безлічі музичних стилів, в тому числі готичного року, готичного металу, дарквейву, деяких напрямків індастріалу, металу і електронної музики. Іноді до щварц-сцени також зараховують фетиш-і BDSM-спільноти. Попри те, що іноді термін «темна сцена» розглядається як синонім «готичної субкультури», ці поняття не тотожні.
Деякі виконавці, які не мають стосунку до готичної субкультури, використовують характерний для її представників імідж, що нерідко вводить в оману обивателів. У різний час до готичного року або готичного металу преса помилково зараховувала такі групи, як Marilyn Manson, HIM, Evanescence і навіть Nightwish.

## Зв'язок з літературою і кінематографом
Хоча готична субкультура утворилася насамперед як музична, на її розвиток також вплинули література і кінематограф. Слід підкреслити, що такого поняття, як «готичний фільм», не існує. Під цими словами часто розуміють найрізноманітніші стрічки, в яких присутня похмура атмосфера або які присвячені тематиці, що здатна зацікавити готів.
На ранньому етапі розвитку субкультури на імідж її представників (спочатку — музикантів) істотно вплинула естетика чорно-білих фільмів жахів 1920-30-х років — наприклад, «Носферату» чи «Дракула». Багато з готичних гуртів брали назви на честь цих кінострічок (Nosferatu, London After Midnight й інші), вони іноді транслювалися під час виступів деяких виконавців. Популярні серед ранніх готів були і роботи Альфреда Хічкока; частково це пояснюється тим, що британські цензори довгий час вкрай негативно ставилися до трилерів і фільмів жахів, забороняючи їх прокат або випускаючи в сильно урізаних версіях, тому їх перегляд ставав для прихильників субкультури формою демонстрації протесту проти панівних культурних стереотипів. Одним з найважливіших для готів став фільм «Кабінет доктора Калігарі» — про те, що ця кінострічка справила вплив на їх стиль, свідчили Пітер Мерфі з Bauhaus та Стів Северин з Siouxsie and the Banshees. Суттєвою популярністю у представників субкультури користувалися картини Роджера Кормана і низькобюджетні фільми жахів.
Серед інших культурних впливів можна назвати готичний роман — зокрема, твори Мері Шеллі і Брема Стокера, з яких ранні готичні музиканти (а слідом за ними — слухачі) запозичили ряд мотивів. З готичного роману беруть початок деякі поширені в субкультурі образи — наприклад, постаті романтичної, невинної «жінки в білому» і демонічної, небезпечної «жінки в чорному». Мистецтво декадансу (особливо твори Едгара По і Шарля Бодлера) також здійснило істотний вплив на розвиток готичної естетики. Так, у творчості Virgin Prunes і Christian Death чітко простежується вплив Бодлера; до нього зверталися за натхненням і пізніші виконавці, наприклад, Garden of Delight. Інші музиканти зазнали впливу авторів літератури містичного жаху, особливо Говарда Лавкрафта (яскравий приклад — Fields of the Nephilim). Спектр літературних, художніх і філософських напрямів, які тією чи іншою мірою вплинули на формування готики, дуже широкий — від руху прерафаелітів до сюрреалізму, від декадансу Лотреамона до ніцшеанства і екзистенціалізму. Лорен Гудлед і Майкл Біббі вважають, що неприйняття сучасної буржуазної культури, характерне для готів, виникає з захоплення романтичною літературою XVIII і XIX століть. Тим не менше, серед авторів, популярних у представників субкультури, зустрічаються як класичні письменники (Енн Редкліфф, Брем Стокер, Шерідан Ле Фаню, По і Лавкрафт), так і сучасні, що належать до найрізноманітніших напрямків — Енн Райс, Сторм Константайн, Ієн Мак'юен, Вільям Гібсон, Поппі Брайт, Клайв Баркер.
Вплив «готичних» фільмів і романів на готичний рок проявився й у виборі тематики. Вампіризм став одним з найбільш популярних мотивів серед готів ще з часу виходу культового для субкультури фільму «Голод» у 1983 році (багато в чому причиною такої популярності стало те, що в картині знялися учасники групи Bauhaus). «Голод» сприяв встановленню міцного зв'язку між готикою і вампіризмом. Серед інших кінострічок на вампірську тематику, які отримали визнання готів — «Дракула Брема Стокера» Френсіса Форда Копполи, «Інтерв'ю з вампіром» Ніла Джордана, «Тінь вампіра» Едмунда Меріджа. В серії фантастичних бойовиків «Інший світ» є численні відсилання до готичної моди, що також забезпечує їй деяку популярність серед представників субкультури. Певну популярність серед готів здобули і деякі телесеріали подібної тематики, наприклад, «Лицар назавжди».
З часом сама готична субкультура почала справляти вплив на літературу і кінематограф. Попри те, що в продукції Голлівуду при зображенні її носіїв часто використовуються штампи і негативні стереотипи (як у містичному трилері «Відьомство»), в деяких фільмах персонажі, що в тому чи іншому ступені асоціюються з готами, постають як позитивні — наприклад, в популярному серед представників субкультури фільмі «Ворон» і окремих роботах режисера Тіма Бертона (герой Джонні Деппа у фільмі «Едвард Руки-ножиці», персонаж Вайнони Райдер в «Бітлджус»). Бертона нерідко називають «найбільш готичним» з усіх сучасних діячів кінематографа, однак багато готів більше люблять роботи інших режисерів — наприклад, Девіда Лінча.
Як відзначає Катерина Спунер, готична субкультура в сучасному світі стала впізнаваною, і її представники перетворилися на свого роду «типаж», який автори літературних творів і фільмів активно використовують, щоб висловити власні ідеї. При цьому навіть ті письменники, які ставляться до готів з симпатією, часто описують їх без належної точності — наприклад, використовують некоректні стереотипи. У творах масової культури готів часто зображують пародійно або карикатурно. Наприклад, головна героїня серії коміксів «Nemi» втілює ряд типових уявлень про дівчат-готес. У відомому американському мультсеріалі «Південний парк» також фігурують стереотипні готи. Нейл Ґеймен у своїй серії коміксів «Піщана людина» іронічно зобразив Смерть в образі готеси.

### Готи і вампірська естетика

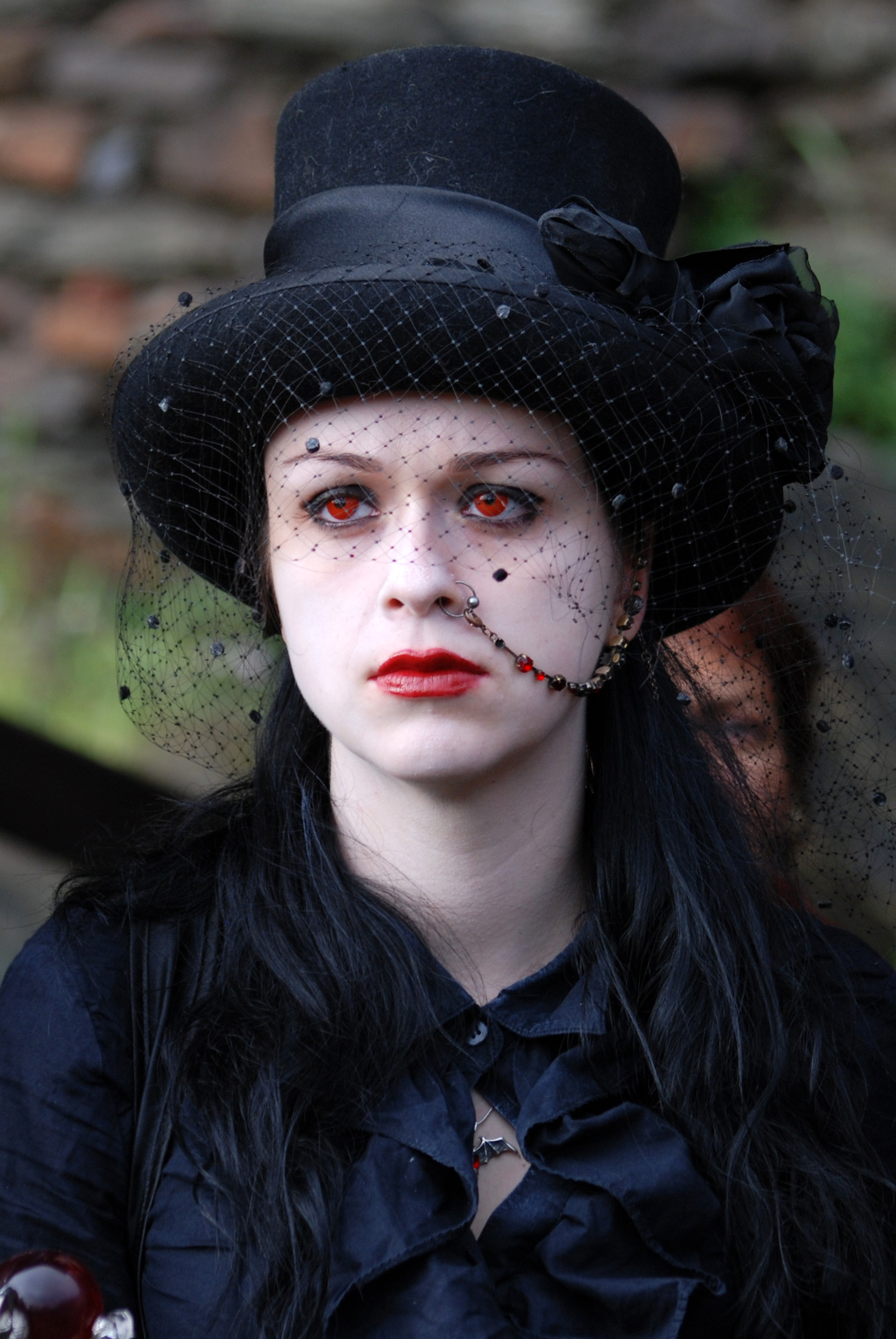
«Вампірський» стиль дуже поширений серед готів

Як вже зазначалося вище, образ вампіра займає важливе місце в готичній субкультурі. Є різні гіпотези про причини його привабливості — так, Кімберлі Джексон вважає, що в ньому готи побачили ідеальне втілення замкнутого індивідуаліста, що протиставляє себе суспільству, а Браян Стеблфорд підкреслює значний ступінь його еротизації всередині субкультури. Джулія Віндей Фей зауважує, що спочатку вампіризм являв собою метафору з яскраво вираженим сексуальним підтекстом, а Енн Райс наприкінці XX століття привнесла в образ холодного, позбавленого співчуття мерця «теплі», людські риси — на думку дослідниці, саме це зумовило значну популярність її романів серед готів. Інші письменниці, чиї твори знаходять відгук у представників субкультури — Поппі Брайт, що стала відомою після виходу роману «Втрачені душі» і серії антологій еротичної прози про вампірів «Кохання у крові» (англ. Love in Vein), і Челсі Квін Ярбро.
Готика частково перетинається з іншою субкультурою, так званими «вампірами» — останню іноді навіть вважають свого роду «відгалуженням» від першої. Основна схожість виявляється в зовнішньому вигляді їх представників, але «вампіри» сприймають свій імідж набагато серйозніше, ніж готи. Ці два напрямки можуть взаємодіяти — деякі журнали і фензіни орієнтовані на представників обох субкультур, багато «вампірів» слухають готичну музику, а деякі готи можуть одягатися і поводитися «по-вампірські». Однак, зазвичай представники цих субкультур воліють дистанціюватися один від одного.
Деякі дослідники говорять про існування своєрідного підстилю «вампірської музики», який не тотожний готичному року, проте може включати його елементи або навіть використовуватися для характеристики деяких готичних гуртів — наприклад, Nosferatu. «Вампірські» мотиви і метафори використовувалися багатьма колективами, їх зазвичай зараховують до готичних (наприклад, Siouxsie and the Banshees і Sisters of Mercy), а також музикантами, пов'язаними з субкультурою (наприклад, Пітером Мерфі), однак вони практично ніколи не ставали самоцінними елементами їхньої творчості.
З вампірами тісно пов'язані деякі улюблені заходи представників субкультури — фестивалі, з'їзди тощо. Наприклад, «Вампірський бал», який організують в Новому Орлеані з 1988 року учасники фен-клубу Енн Райс, і аналогічний щорічний «Le Bal des Vampires» в Сан-Франциско привертають велику кількість готів. Багато представників субкультури захоплюються рольовою грою Vampire: The Masquerade, складаючи значну
частину її прихильників.

## Психологічна і гендерна специфіка

### Соціально-психологічні особливості

#### «Пасивний протест» як основа субкультури
Готична субкультура виникла як відгалуження панк-руху, і до початку 1980-х років, коли музичні журналісти стали активно використовувати термін Gothic music, її представники називали себе панками. Чарлз Мюллер бачить істотну подібність між панком і готикою в їх загальному запереченні сучасної дійсності і своєрідному «естетичному тероризмі», однак зауважує, що у той час як панк висловлював активний протест, готична субкультура виявилася, навпаки, інтровертрною, орієнтованою не назовні, а вглиб, і характеризуюється пасивним неприйняттям навколишнього світу. Частково ця зміна була пов'язана з розчаруванням британської молоді в ефективності відкритого бунту, а також з відмінностями у соціальному становищі представників двох субкультур. Якщо панк отримав широке розповсюдження серед пролетарів і люмпенів, то готичний рок (також зародився як «музика робітничого класу») швидко набув популярності у молоді середнього класу, для якої активний протест був просто неможливий. У психологічному плані готика виросла з глибокого песимізму і невіри у власне майбутнє цих молодих британців. Захоплення містикою і окультизмом, що поширилось серед представників субкультури у часи розквіту «другої хвилі» готичного року, також можна розглядати як своєрідну форму соціального протесту. Багато ранніх готичних альбомів (наприклад, Seventeen Seconds The Cure) чітко виражають ту глибоку відразу, яку молоді люди того часу відчували до режиму Маргарет Тетчер; в той же час готичні музиканти воліли просто описувати похмурі реалії, що їх оточували, а не вкладати в тексти політичні заклики, як це робили панк-рокери. Американський соціолог Метью Бекер, однак, показує відповідність між готичною естетикою і «лівими» або ліберальними ідеями — на його думку, самоототожнення готів з усім «темним» можна розглядати як форму неприйняття політичного консерватизму, оскільки саме в епоху зародження субкультури праві політики активно використовували в своїй риториці концепти «пітьми», «песимізму» і «занепаду», трактуючи їх у негативному дусі. Таким чином, вважає Бекер, готи проявляли симпатію до опозиційних сил (лібералам, соціалістам, анархістам та іншим «лівим»). У той же час дослідник зазначає, що ця субкультура в цілому аполітична. Джулія Вінден Фей, яка аналізувала особливості спілкування між готами на тематичних сайтах, повідомляє, що в масі своїй вони не виявляють суттєвого інтересу до подій громадського чи політичного життя, лише зрідка вступаючи між собою у дискусії по вузькому колу тем — переважно з питань, пов'язаних з фемінізмом і сексизмом. З тих шанувальників готики, які все ж цікавляться політикою, більшість тяжіють до лібералізму і помірних лівих рухів; симпатії до правих сил зустрічаються рідко і носять маргінальний характер.

#### Психологія і поведінка
Як відзначає голландська дослідниця-соціологи Агнес Яспер, яка протягом тривалого часу вивчала субкультуру методом включеного спостереження, сприйняття «готичної ідентичності» сторонніми людьми і самими готами сильно розрізняється (більш того, Яспер підкреслила, що для багатьох людей, що фактично належать до субкультури, характерна демонстративна відмова визнавати себе готами). У кінцевому рахунку саме поняття такої ідентичності виявляється розмитим, нечітким. Ніякого «готичного світогляду» не існує — стрижнем, навколо якого центрується субкультура, виявляються специфічні «вечірки, музика, компанія і одяг». Таку точку зору поділяють й інші соціологи — вони констатують, що готів можуть об'єднувати музичні смаки і деякі особливості поведінки, але єдиних поглядів на світ вони не мають — вся їх спільність зводиться до «клубів, музики і зовнішнього вигляду». Тому готику слід сприймати суто як спільноту людей, які поділяють певні інтереси, але в жодному разі — не як «культ», в якому наявні певні обов'язкові для всіх його членів світоглядні установки.
У той же час Яспер вважає головною психологічною особливістю, тією чи іншою мірою загальною для представників субкультури, відчуття протиставленості свого «малого» світу «великому», «комерціалізованому». Цим дослідниця пояснює і особливості іміджу, властивого готам — проголошення себе «мертвим», що знаходиться «у підземеллі» (англ. underground) висловлює пасивний протест проти пануючої масової культури. Часто експлуатований образ вампіра також може відображати антагонізм між «особливою» особистістю і «буденним» світом. З цією думкою погоджується і Чарлз Мюллер, він відзначає, що з представників субкультури, у яких він брав інтерв'ю, не знайшлося жодного, який не висловився б несхвально про панівні культурні стереотипи. Мотив фатального протиріччя між індивідом і суспільством взагалі дуже характерний для музичних творів, що асоціюються з готикою. Не дивно, що готи схильні до ізоляції від «великого» світу і не люблять, коли він вторгається в їх «малі» спільноти — це виражається і в крайній «елітарності» тематичних сайтів (принаймні, зарубіжних), де новачкові або сторонньому вкрай складно адаптуватися, і у відкритій ворожості до «туристів» — людей, котрі виявляють пустий інтерес до субкультури, але не належить до неї. Психологи описують готів як «усамітнених, мовчазних, підозрілих, серйозних», «схильних до роздумів» і «ранимих». Соціологи також свідчать про те, що стикалися з істотними труднощами при проведенні досліджень — їх респонденти проявляли себе як «доброзичливі, але вельми замкнуті» люди, і для інтерв'ювання або навіть спостереження за ними вченим доводилося спочатку стати для них «своїми». Частково причиною такої недовіри є традиційно невірне зображення субкультури авторами «ззовні» — як зауважила канадська журналістка і письменниця Ліїса Ладусер, «незалежно від того, що ми [готи] говоримо в інтерв'ю, мас-медіа все одно в підсумку видають ті ж самі порожні стереотипи».
Подібна «закритість» може своєрідно виявлятися і всередині субкультури — наприклад, Емі Вілкінс, що дослідила окремо взяте співтовариство американських готів, свідчить про те, що першим і основним правилом поведінки серед них була повага до особистого простору один одного (до тих же висновків незалежно від Вілкінс прийшли й інші соціологи). Багато представників субкультури некомпанійські. Метью Бекер додає, що при підкреслено негативному ставленні до зовнішнього світу готи, тим не менш, не схильні до прояву агресії в реальному житті. Ксенофобія для них теж не характерна — серед готів переважають європеоїди, але принципових перешкод для входження в субкультуру представників інших рас немає, а одним з головних етичних принципів, яких додержуються готи, є толерантність і повага до прав людини. Всупереч поширеним стереотипам, готи не позбавлені почуття гумору і цілком здатні до здорової самоіронії. В той же час їм властиве ретельне контролювання емоцій і поведінки.

#### Соціологічні характеристики
Інший важливий принцип, який можна розглядати як елемент субкультурної етики, — повага до будь-яких форм самовираження особистості. Дейв Сімпсон, вчений з університету Сассекса, висловив припущення про те, що приналежність до готів має скоріше позитивний вплив на британську молодь — на його думку, на відміну від багатьох інших субкультур, готична заохочує інтелектуальний саморозвиток і сприяє тому, щоб її представники отримували класичну освіту . Сімпсон помітив, що багато молодих готів схильні ставати вебдизайнерами, програмістами і журналістами. Його точку зору поділяють інші зарубіжні соціологи, які свідчать про те, що представники субкультури часто досягають успіху в сферах науки, мистецтва, соціальної роботи і IT-технологій, а серед їхніх інтересів переважають література, історія та інші гуманітарні дисципліни. Багато представників субкультури зробили успішну кар'єру в творчих професіях — наприклад, художниця Вікторія Франсес, фотограф Віона Ілегемс, письменниці Кетлін Кірнан і Кім Вілкінс, фотомодель Рейзор Кенді. Естетизація навколишнього світу для готів може служити формою протесту проти буденності або загальноприйнятих цінностей.
Готичну субкультуру не слід розглядати як суто молодіжну — до неї можуть приєднуватися як підлітки, так і дорослі люди, і якогось «верхнього вікового порогу» в ній немає. Нині у світі субкультура представлена людьми від 14 до 45 років і старше. Багато дорослих готів, зберігаючи пристрасть до характерного іміджу, при цьому процвітають в «звичайному» житті і здобувають високий соціальний статус. При цьому, однак, кількість жінок старше 30 років, які продовжують вважати себе представницями субкультури, значно нижче, ніж число чоловіків того ж віку, які називають себе готами. В цілому расовий склад (переважно європеоїди), рівень освіти (як правило, досить високий) і інтереси (мистецтво, література і т. д.) представників субкультури відповідають стандартам сучасного середнього класу. Деякі дослідники навіть називають готів консьюмеристами.

### Готи і релігія
Явного зв'язку між готичною субкультурою і якимись релігійними течіями не виявлено. Готи можуть сповідувати будь-яку віру або не сповідувати ніякої. Це проявляється і в музиці — поряд з гуртами, у творчості яких важливе місце займають окультні і неоязичницькі вчення, наприклад, Вікка (Inkubus Sukkubus, Faith and the Muse) або Телема (Fields of the Nephilim, Merciful Nuns), існують колективи, що відкрито заявляють про свою симпатію до християнства (The Awakening, Batzz in the Belfry). Антирелігійні, в особливості антихристиянські, мотиви не є загальними, але характерні для деяких готичних гуртів (переважно язичницького або окультного толку); серед найяскравіших прикладів — ранні Christian Death, Garden of Delight і Inkubus Sukkubus.
В більшості готи є атеїстами або агностиками. Однак, багато хто з них цікавиться різними напрямками окультизму — це захоплення поширилося всередині субкультури приблизно в середині 1980-х років. Серед готів чимало язичників і прихильників Віккі. Деякі західні неоязичники навіть роблять спроби поєднати субкультурну естетику з магічними практиками. Готи нерідко проявляють інтерес до «таємних» або «заборонених» релігійних і окультних течій, у тому числі до сатанізму, однак, всупереч сталому стереотипу, серед них майже не зустрічаються сатаністи або дияволопоклонники. Прихильники субкультури можуть самостійно поєднувати елементи найрізноманітніших духовних напрямків, від християнства до стародавніх язичницьких культів, отримуючи в результаті еклектичні «індивідуальні релігії» або «особисті окультні філософії».

### Гендер і сексуальність в готичній субкультурі
Для представників готичної субкультури (принаймні, в Західній Європі і США) характерні певні тенденції в сприйнятті гендерних ролей і сексуальності.

#### Готичне сприйняття жіночності

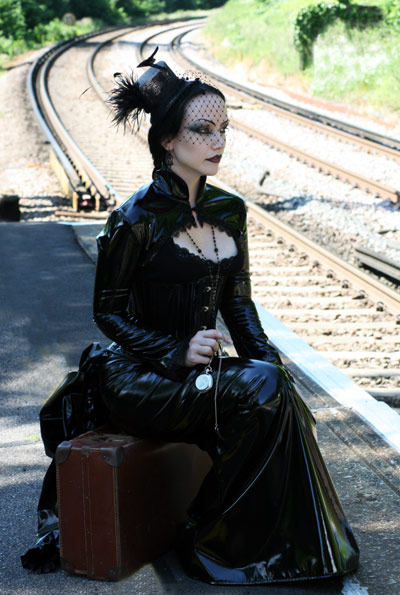
Всередині субкультури склалися свої канони жіночої краси. На фото — готична модель Леді Амарант

Більшість дослідників погоджуються з думкою, що готична субкультура в цілому більш орієнтована на жінок, ніж на чоловіків. Згідно з припущенням Чарлза Мюллера, причиною того, що готика з самого початку привернула велику кількість дівчат, стало стійке упередження, згідно з яким рок-музика, фільми жахів і декадентська література справляли на жінок «поганий вплив»; внаслідок багато молодих британок приєдналися до субкультури, щоб таким чином висловити своє неприйняття панівних у суспільстві стереотипів. До того ж готика завжди надавала жінкам більше можливостей для самовираження, ніж інші субкультури, і була повністю вільна від сексизму. Для більшості готів обох статей характерно позитивне ставлення до фемінізму. Багато готичних гуртів (наприклад, Siouxsie and the Banshees) у своїй творчості приділяли увагу питанням домашнього насильства, сексуальної експлуатації і гендерної нерівності, явно виступаючи з феміністичних позицій, і навіть критикували мусульманські звичаї, що дискредитують жінок.
Домінуюча роль жінок в готичній субкультурі дозволяє їм самостверджуватися і відчувати себе привабливими, що не завжди доступно їм в повсякденному житті. Крім того, для готів характерно спокійне ставлення до жіночої гомо- і бісексуальності, а також до активної ролі дівчат у сексуальних стосунках (насамперед до прояву ініціативи при виборі партнера); таким чином, субкультурні норми дозволяють жінкам вільно реалізовувати свої сексуальні прагнення, табуйовані або обмежені панівною у суспільстві культурою.
Деякі готеси дотримуються підкреслено еротизованного, навіть зухвалого іміджу. Це характерно і для окремих виконавиць готичної музики — наприклад, Дебрі Фогарті з Diva Destruction. Таке акцентування власної сексуальності може збільшити самооцінку жінки, проте в той же час перетворює її на своєрідний «об'єкт спостереження» для чоловіків, які здатні отримувати естетичне задоволення (або навіть задовольняти свої вуаєристичні комплекси), просто роздивляючись її.

#### Готичне сприйняття мужності
Уявлення про мужність, поширені серед готів, розходяться з багатьма прийнятими в патріархальному суспільстві стереотипами. Зокрема, представникам субкультури властиво вважати такі якості, як чутливість, емоційність і навіть сентиментальність цілком допустимими для чоловіків, що йде врозріз з нав'язуваним масовою культурою образом мачо. Як відзначає Чарлз Мюллер, голоси найбільш відомих готичних вокалістів — Ендрю Елдріча і Карла Маккоя — не створюють враження сили і енергійності, вони звучать похмуро, театрально і (стосовно до Маккея) «демонічно». Мюллер також підкреслює, що готи, почерпнувши з панку ідею протесту проти загальноприйнятих культурних норм, зробили основним об'єктом критики не політичні і суспільні відносини між людьми, а особисті, в тому числі сексуальні — в результаті істотним елементом субкультури стало висміювання патріархальних стереотипів, дискредитація традиційної точки зору на мужність.

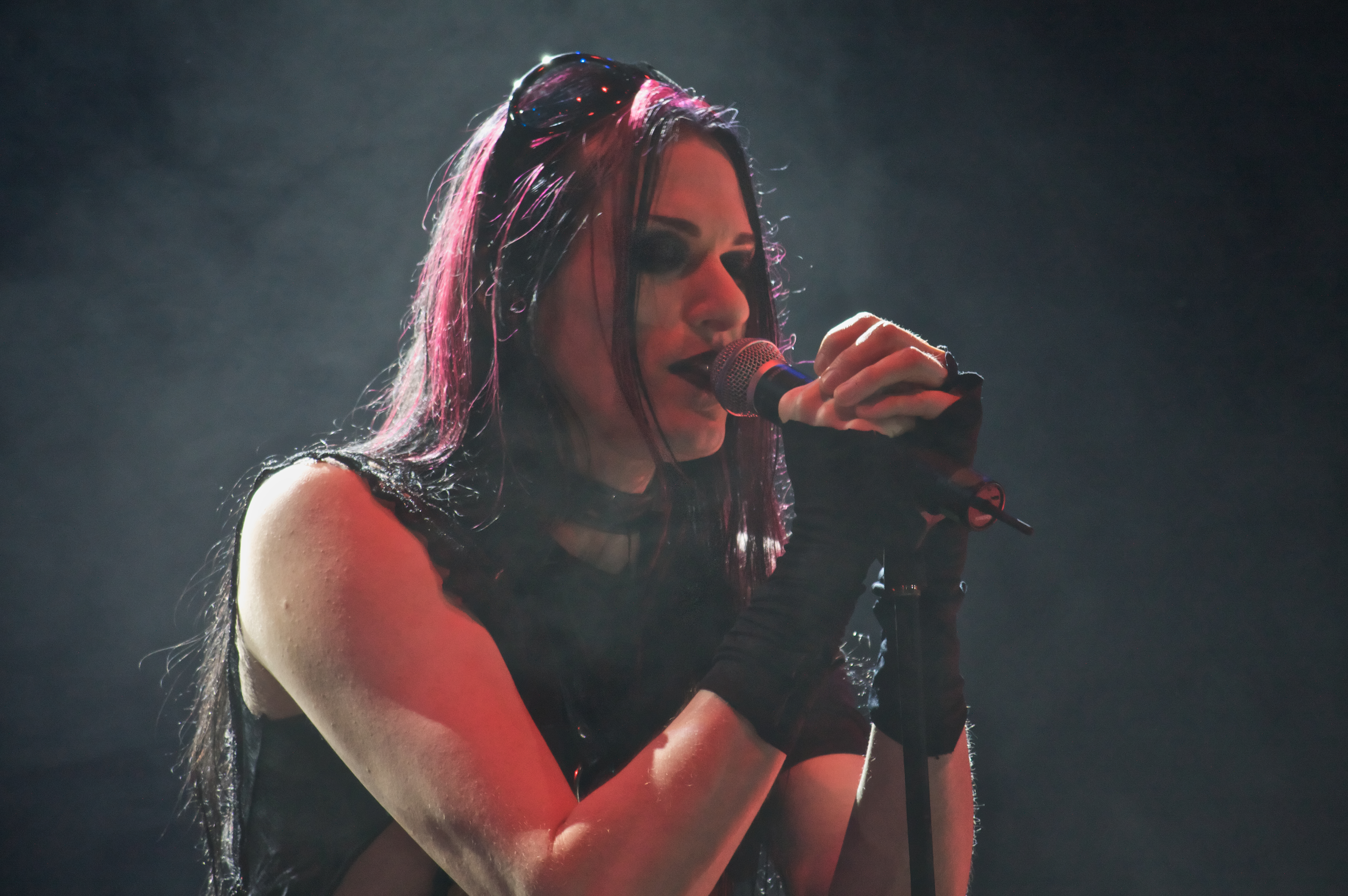
Деякі відомі готичні виконавці використовують андрогінний імідж — наприклад, Шон Бреннан, вокаліст гурту London After Midnight

Важливим елементом готичного іміджу була і залишається андрогінність. Елементи андрогінної зовнішності використовувалися рок-музикантами і їх шанувальниками і до появи готики, — їх застосовували, щоб епатувати публіку і створити враження гіперсексуальності, — однак саме серед готів це явище отримало особливе поширення і знайшло нове трактування. Так, Пітер Мерфі, один з музикантів, що заклали традиції готичного іміджу, створюючи свій андрогінний образ, орієнтувався на Девіда Боуї і робив наголос на виснаженості і «безстатевості». На думку Чарлза Мюллера, в готичній субкультурі андрогінність, по-перше, з самого початку мала принципово інше значення, ніж для глем-рокерів або металістів, і тісно пов'язувалася з тематикою смерті; по-друге, вона рідко досягала абсолютного ступеню — використовувалися тільки окремі її елементи, наприклад, чоловіки використовували косметику, але межу андрогінності і трансвестизму перейшов, мабуть, тільки Розз Вільямс. У наші дні чоловіки-готи можуть носити предмети одягу, які традиційно вважаються жіночими (наприклад, спідниці), при цьому зберігаючи явно гетеросексуальний імідж і залишаючись привабливими для протилежної статі. Деякі готеси навіть схильні розглядати андрогінних партнерів як більш привабливих. Ступінь прийняття традиційного розуміння маскулінності може варіюватися залежно від конкретного стильового напрямку, якого дотримується гот — одні варіанти іміджу більш сприяють створенню андрогінного або «безстатевого» образу, інші швидше орієнтовані на підкреслення мужності.
З андрогінними типом зовнішності контрастує інший, не менш поширений серед чоловіків-готів варіант іміджу — образ «байронічного», «фатального» аристократа, для якого характерні загадковість, сексуальність, зовнішня витонченість, зарозумілість і цинізм; він тісно пов'язаний з концепціями демонізму, декадентства і дендизму епохи Регентства.
Якщо в сучасному західному суспільстві привабливість чоловіка для протилежної статі може підвищуватися за рахунок його статусу — особистого багатства, престижної роботи тощо, то серед готів (особливо молодих) ту ж функцію може виконувати значна популярність всередині субкультури.

#### Специфіка сексуальних взаємин в готичній субкультурі
Готи, як правило, вирізнаються високою терпимістю по відношенню до представників сексуальних меншин і не схильні до гомофобії. У деяких містах існують замкнені групи гомосексуальних готів обох статей. Однак, в більшості представники субкультури гетеросексуальні; одностатеві стосунки зустрічаються набагато рідше і переважно мають місце між жінками. Жіноча бісексуальність у багатьох локальних спільнотах сприймається як норма. Не зустрічають відторгнення шанувальники BDSM і різноманітних нетрадиційних сексуальних практик, але для переважної більшості готів елементи садомазохізму, фетишизму, сексуального вампіризму тощо виступають лише як рідкісні доповнення до загальноприйнятих форм статевої активності.
Готи схильні відкидати традиційні схеми побудови взаємин, орієнтуючись суто на власні відчуття і уявлення про комфорт; тим не менш, вони зазвичай не заперечують романтичного кохання, а скоріше розширюють його трактування. Кохання і секс, як правило, чітко розмежовуються представниками субкультури, які допускають їх існування у відриві один від одного. Так, деякі готи схильні до поліаморії, однак сприймають її скоріше як систему суто романтичних відносин, сексуальна складова яких зведена до мінімуму або відсутня зовсім. Попри те, що міжособистісні зв'язки у готів можуть приймати нетипові для традиційного патріархального суспільства форми, основними цінностями для них залишаються взаємна чесність і відкритість. За спостереженнями Емі Вілкінс, навіть представники субкультури, схильні до різного роду експериментів, врешті-решт приходили до побудови моногамних стосунків, побудованих на романтичній прихильності. Чоловіки в готичних парах часто бувають на кілька років старшими за жінок. Звичайна для панівної культури схема, згідно з якою привабливість чоловіка визначається насамперед його статусом і інтелектом, а жінки — суто зовнішністю, насправді вельми поширена серед готів; відмінність полягає в тому, що уявлення про «статус» і «красу» можуть не бути тотожними загальноприйнятим.
Важливу роль відіграє специфічне сприйняття гендерних ролей, спрямоване на досягнення взаємного комфорту — наприклад, коли чоловік-гот відповідно до неписаних правил етикету повинен поважати особистий простір жінки і не може вторгнутися в нього без явного запрошення, а жінка, в свою чергу, може вільно проявляти ініціативу при знайомстві, ризик попадання в неприємні ситуації значно знижується для обох. Багато готес використовують підкреслено сексуальний імідж, не побоюючись при цьому (внаслідок прийнятих усередині субкультури норм поведінки) зазнати агресії — це дозволяє їм відчувати себе привабливими і в той же час знаходяться в цілковитій безпеці.

## Критика

### Негативне освітлення субкультури в засобах масової інформації
Майже від самого початку існування готичної субкультури вона піддавалася критиці з різних позицій. Музичні журналісти в більшості своїй зневажливо відгукувалися про творчість виконавців, які належали до нового напрямку — винятком стали хіба що The Cure. У Британії, де панк-рух ідеалізували і героїзували, «пасивний протест» готів став об'єктом глузувань, а їх естетичні принципи, захоплення декадансом і експресіонізмом не знайшли розуміння. Деякі журналісти звинувачували учасників готичних груп у тому, що їм «нічого сказати». Готи опинилися немов «між двох вогнів» — з одного боку, популярна преса відкидала їх похмурість, з іншого — видання, орієнтовані на шанувальників метал-музики, висміювали їх недостатню агресивність. У США аж до середини 1980-х років готична музика взагалі практично не висвітлювалася в пресі, а рідкісні публікації описували її як різновид нью-вейву. Все це закономірно сприяло тому, що готика відходила в андеграунд. Гірше було те, що негативне ставлення до субкультури з боку музичних критиків сформувало упередження і проникло навіть в присвячені їй наукові роботи.
Крім того, ексцентричний зовнішній вигляд готичних музикантів викликав відторгнення у обивателів, у зв'язку з чим для готів було вельми проблематично з'являтися в телевізійних програмах, за допомогою яких вони могли б підвищити популярність і привабливість субкультури. До того ж власники телекомпаній швидко зрозуміли, що на готах неможливо зробити високі рейтинги. Ситуація змінилася на початку 2000-х років, коли в США (головним чином) була розгорнута масштабна інформаційна кампанія проти готів, пов'язана з діяльністю гурту Marilyn Manson, який помилково відносили до готичних, і трагедією в школі «Колумбайн» (підлітки, що розстріляли 37 чоловік, слухали індастріал-метал, який малограмотні американські журналісти переплутали з готичним роком). Насправді між готичною субкультурою і стріляниною в школах немає абсолютно ніякого зв'язку, проте ЗМІ вдалося сформувати стереотип, згідно з яким всі готи агресивні і схильні до суїциду. В американських школах і коледжах розгорнули справжню травлю всіх учнів і студентів «нестандартного вигляду», яка приймала найрізноманітніші форми — від заборони відвідувати заняття до встановлення постійного спостереження і створення спеціальних «гарячих ліній»; дотепер ця паніка вляглася лише частково. Подібне ставлення до представників субкультури проникло й в кінематограф — в переважній більшості випадків персонажі, що позиціонуються як готи, в сучасних фільмах виступають як негативні, їх образи покликані вселити в глядача страх або відторгнення.

### Звинувачення з боку громадськості
Готична субкультура постійно потрапляє під вогонь критики з боку консервативної громадськості. Частково це пов'язано з міфами про готів, поширюваними пресою, частково — з конфліктом «батьків і дітей», а також з неприйняттям суспільством окремих елементів субкультури.
Одне з поширених звинувачень на адресу готики — пропаганда суїциду. Перші повідомлення про нападки на виконавців готичного року через те, що вони нібито романтизують самогубство, сягають ще 1980-х років. У піснях деяких готичних гуртів (а також гуртів, які помилково відносять до готичних) теми депресії, смерті, загробного життя зустрічаються досить часто, і деякі з текстів можна трактувати як схвальні щодо суїциду. На формування цього стереотипу вплинули і самогубства деяких відомих діячів готичної музики (наприклад, Єна Кертіса і Розза Вільямса). Іншою причиною такого звинувачення стала звичка деяких підлітків, які називають себе готами, інсценувати спробу самогубства. Насправді така практика не поширена серед справжніх дорослих готів, проте стереотип, згідно з яким вона загальноприйнята, встиг вкоренитися серед обивателів.
Чи є захоплення готикою причиною або наслідком таких проблем, залишається предметом суперечок. На думку психологів, готика може залучати людей з комплексами, психологічними проблемами, схильних до депресії. При цьому, згідно з останніми дослідженнями, готична субкультура дає людям зі схильністю до депресії оточення, що їх розуміє, а також полегшує їх соціалізацію і, таким чином, може навіть запобігати суїциду. Статистики, яка доводила б переконливо, що готи більш схильні до самогубства, ніж представники інших соціальних груп, наразі немає. Готам дійсно властиве більш песимістичне ставлення до життя, ніж більшості людей, і вони можуть відчувати себе менш щасливими і більш підвладними тиску з боку суспільства, однак розхожа думка, згідно з якою вони не цінують життя або не отримують від нього ніякого задоволення — не більш ніж міф. Деякі дослідники схильні вважати, що готична музика, при всій своїй похмурості, не тільки не занурює її шанувальників у депресію, але й справляє на них позитивний вплив — поліпшує настрій, допомагає відчути себе впевненіше і комфортніше.
Звинувачення у зв'язку готики і сатанізму лунають переважно з боку релігійних і навколорелігійних консервативних організацій. Деякі ранні готичні групи, наприклад, Christian Death, відкрито критикували релігію, що у 1980-ті, на хвилі «сатанинської паніки», викликало лють у представників радикальних християнських кіл. Проте дослідження показують, що прямого зв'язку між готикою і сатанізмом немає. Ця поширена помилка викликана найчастіше атрибутикою готів, яку деякі приймають за сатанинську. Преса деколи приписує готам ритуальні вбивства, вчинені дияволопоклонниками, за чим найчастіше слідують спростування. Насправді серед готів практично не зустрічаються ані сатаністи, ані дьяволопоклонники. На думку більшості соціологів, сама по собі готична субкультура неагресивна і не представляє небезпеки для суспільства, хоча окремі її представники можуть становити виняток. Однак, упередження по відношенню до готів як і раніше є значним. Так, у 2007 році влада Глазго заборонила членам місцевого субкультурного співтовариства збиратися біля Галереї сучасного мистецтва, вважаючи, що ці сходки «відлякують туристів»; цікаво, що при цьому роботи деяких готів виставлені в самій галереї.

### Агресія щодо готів
У деяких країнах, у тому числі тих, що вважаються розвиненими, представники субкультури зазнають переслідувань і стають жертвами злочинів на ґрунті ненависті. Приміром, в 2006 році в Сан-Дієго матрос Джеймс Бенхам отримав тюремний термін за напад на декількох готів.
11 серпня 2007 група хуліганів напала на двадцятирічну Софі Ланкастер і її друга Роберта Малтбі. Дівчина померла в лікарні. Двоє нападників отримали довічні терміни за вбивство, ще троє були засуджені на кілька років ув'язнення. Судді заявили, що злочин слід було б кваліфікувати як вчинений на ґрунті ненависті, хоча на сьогодні агресія відносно представників різних субкультур не включається у це визначення. Вбивство викликало широкий громадський резонанс, було розпочато збір підписів на підтримку розширення трактування терміну «злочин на ґрунті ненависті»; обговорення цього питання триває. У містечку Вітбі, де регулярно проводиться готичний фестиваль Whitby Gothic Weekend, був встановлений пам'ятник Софі Ланкастер. Діє громадський рух SOPHIE (англ. Stamp Out Prejudice, Hatred And Intolerance Everywhere — «Позбудемося упередження, ненависті і нетерпимості повсюдно»), що названий на честь дівчини і займається пропагандою толерантності серед молоді. Поет Саймон Ермітідж написав на згадку про Софі цикл віршів «Чорні троянди», на основі якого пізніше була створена п'єса. Гурт Delain присвятив Софі Ланкастер пісню We Are The Others з одноіменного альбому.
Тим часом повідомлення про протиправні дії, вчинені проти готів, продовжують з'являтися. Влітку 2011 року учасники відомого гурту Nosferatu, перебуваючи на гастролях у Німеччині, зазнали атаки з боку агресивних маргіналів, а в 2012 році в Единбурзі був скоєний напад на 32-річну американку, на яку накинулися на вулиці тільки з тієї причини, що вона «була схожа на готесу» [270]. Агресію по відношенню до готів можуть виявляти представники кримінальних або радикальних молодіжних субкультур, наприклад, скінхеди або «осси» в Естонії.

## Споріднені субкультури
- Панки
- Металісти